# Коронавірусна хвороба 2019 на Мальті
Епідемія коронавірусної хвороби 2019 на Мальті — це поширення пандемії коронавірусної хвороби 2019 на територію Мальти. Перший випадок хвороби в країні зареєстрований 7 березня 2020 року в 12-річної дівчинки з Італії. Дівчинка та її сім'я перебували на карантині згідно вказівок міністерства охорони здоров'я Мальти, як вимагалось від осіб, які прибули в Італії чи інших країн з високим рівнем поширення коронавірусної хвороби. Пізніше в обох її батьків також виявили коронавірусну хворобу.
Друга хвиля епідемії коронавірусної хвороби на Мальті вважається гіршою за першу. Це пов'язано переважно з непослідовністю у щоденних повідомленнях про захворюваність уряду Мальти та потурання діловим інтересам над потребами охорони здоров'я.
Станом на 16 лютого 2023 року Мальта повідомила про 117248 підтверджених випадків хвороби, 115846 одужали та 826 смертей, тоді як 182 випадки залишаються активними.
Для осіб, які повернулись з-за кордону, та тих осіб, які з ними контактували, введений обов'язковий карантин. Обов'язкове обмеження пересування накладено на осіб старших 65 років, та молодших, які мають хронічні захворювання. ВООЗ похвалила заходи уряду Мальти на початок епідемії, а вже 7 квітня кількість випадків у країні зросла до 52. 1 травня у зв'язку зі зниженням репродуктивної здатності вірусу, карантинні заходи в країні було дещо послаблено.
12 травня 2021 року міністр охорони здоров'я країни Кріс Фірн заявив, що Мальта буде першою країною ЄС, яка зробить доступною вакцину проти COVID-19 для всього населення. 25 травня 2021 року Фірн повідомив, що 70 % населення Мальти було повністю вакциновано, що зробило її першою країною у світі, яка досягла мінімального орієнтовного показника колективного імунітету до коронавірусу.

## Хронологія

### Органи охорони здоров'я та введені запобіжні заходи

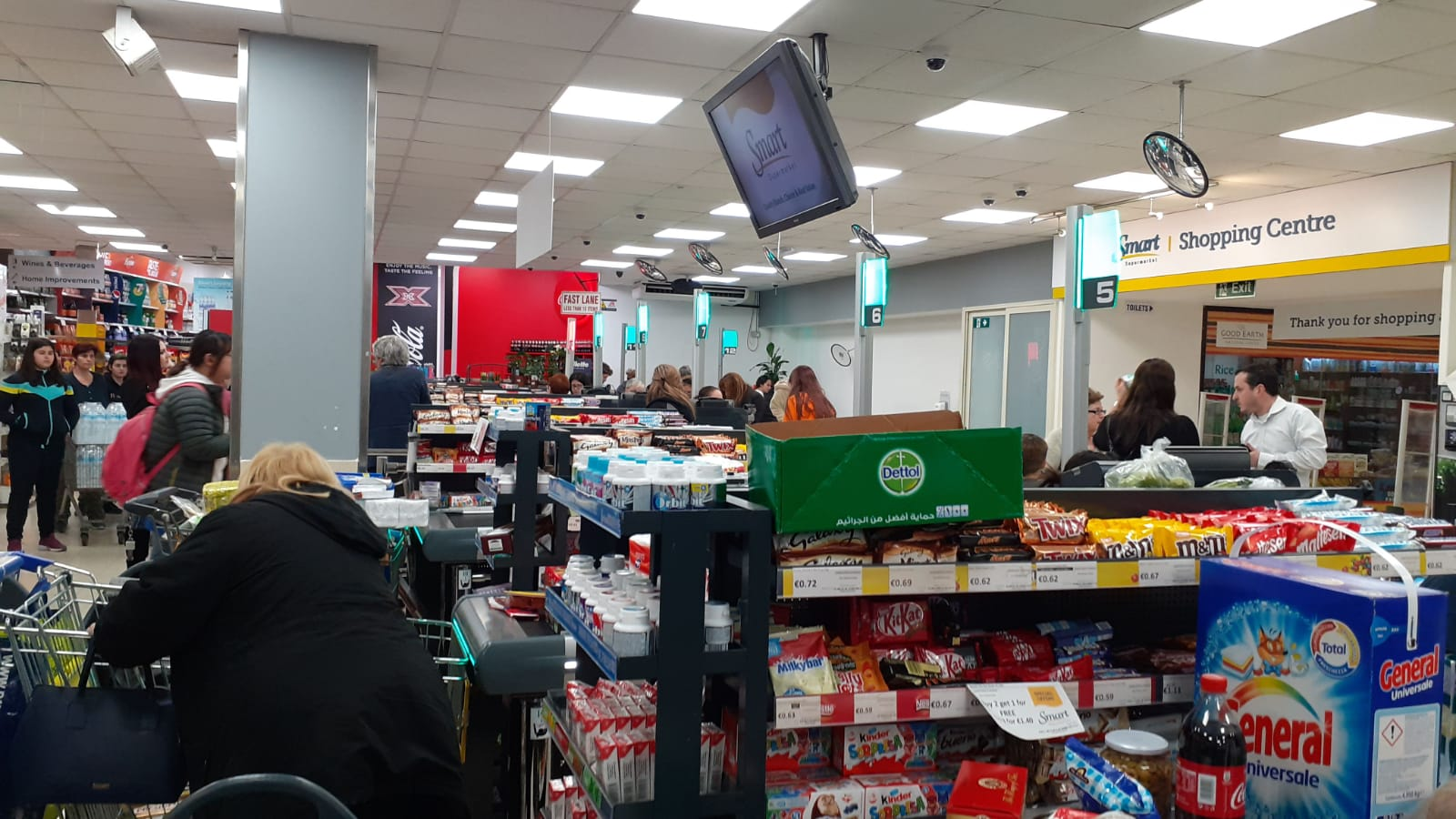
Черги в супермаркеті 24 лютого

24 січня головний спеціаліст з охорони здоров'я охорони здоров'я Чармен Гаузі передбачив низький ризик поширення коронавірусної хвороби на Мальті через відсутність прямих рейсів між Мальтою та Китаєм.
24 лютого органи охорони здоров'я повідомили, що всіх пасажирів, які прибувають на Мальту, будуть перевіряти на тепловізорах; два термосканери були встановлені в міжнародному аеропорту Мальти. Також розпочалось сканування пасажирів, які висаджувались на берег у Великій гавані та терміналі для катамаранів в Марсі. У шпиталь Матері Божої всіх пацієнтів з респіраторними симптомами перевіряли на COVID-19.
25 лютого міністерство охорони здоров'я рекомендувало особам, які приїхали з Італії, пройти 14-денну самоізоляцію, а всім громадянам Мальти не їздити до регіонів Італії, де зареєстровано випадки коронавірусної хвороби. Протягом просування епідемії коронавірусної хвороби в Італії на південь, та виявлення першого випадку в Палермо, яке знаходиться поруч з Мальтою, на архіпелазі розпочались панічні покупки, і супермаркети були спустошені.
Мальтійські диспетчери та лоцмани відмовлялися підніматися на борт суден з Італії для вивантаження вантажів, якщо тільки їм не забезпечили лікарський нагляд під час огляду та розмитнення товарів. Мальтійська спілка вчителів рекомендувала своїм членам не приймати домашніх завдань від хворих учнів, і просила студентів та вчителів, які відвідували країни, постраждалі від вірусу, залишатися вдома.
Частина роботодавців просили своїх співробітників, які нещодавно повернулися з Італії, працювати вдома, а також відкладати необов'язкові поїздки до Італії.
11 березня запроваджена заборона на поїздки до Німеччини, Франції, Іспанії та Швейцарії, на додаток до заборони на поїздки до Італії, яка була запроваджена 9 березня. Окрім того, кожен, хто повертається із згаданих країн, повинен дотримуватися обов'язкової самоізоляції. За невиконання цих розпоряджень громадяни підлягають штрафу в розмірі 1000 євро.

### Суперечка щодо відкриття мисливського сезону
Незважаючи на те, що більшість видів діяльності на Мальті було заборонено під час карантину, і порушники можуть бути оштрафовані за ризики для здоров'я населення, уряд дозволив відкрити сезон полювання. Проте головний спеціаліст з охорони здоров'я залишив рішення про відкриття сезону полювання урядовому комітету, який дозволив відкриття мисливського сезону. Це збільшило навантаження на поліцію та органи охорони здоров'я. Повідомлялося про кілька незаконних дій, пов'язаних з полюванням, про які не було відомо поліції. Як тільки поліція була проінформована про протиправні дії окремих громадян, ці особи дізналися про швидке прибуття поліції, та зуміли залишити місце події із вбитими птахами, які охороняються законом, і полювання на них у заповідних зонах заборонене. У розпал епідемії Оберж-де-Кастій обговорив із представниками мисливських товариств за закритими дверима питання повного закриття природних заповідників від громадськості, та дозволу на полювання лише зареєстрованим мисливцям.

### Заходи щодо запобігання поширення інфекції
11 березня прем'єр-міністр Мальти Роберт Абела повідомив про призупинення морського та повітряного транспортного сполучення (крім перевезення вантажів) та обов'язковий карантин для осіб, що повертаються з найбільш уражених країн — Франції, Німеччини, Швейцарії та Іспанії з цього дня, а також з Італії, яку включено до цього переліку ще 14 днів тому. За порушення карантинних правил встановлено штраф у 1000 євро.
12 березня прем'єр-міністр оголосив про запровадження низки заходів, зокрема:
- Закриття на тиждень усіх шкіл, університетів та центрів догляду за дітьми;
- Закриття денних центрів для людей похилого віку;
- Припинення релігійних церемоній, якщо вони не є життєво необхідними;
- Телевізійний канал TVM2 транслюватиме релігійні служби за погодженням з архієпископом;
- Усі футбольні матчі будуть проводитися без глядачів. Інші спортивні змагання були відкладені;
- Призупинення політичних заходів та діяльності в країні.[24]

Починаючи з 13 березня, продовжено обов'язковий карантин для осіб, які прибувають з будь-якої країни з-за кордону. Це рішення було опубліковано на вебсайтах Управління туризму Мальти та авіакомпанії «Air Malta».
З 16 березня Мальта потроїла обов'язковий карантинний штраф до 3 тисяч євро. Пізніше ввечері того ж дня прем'єр-міністр повідомив громадянам, що в країні тимчасово закриються всі тренажерні зали, бари та ресторани. Заклади громадського харчування та продажу напоїв могли працювати лише на виніс або у режимі доставки. 22 березня міністр охорони здоров'я Кріс Фірн оголосив про запровадження ще трьох заходів, зокрема закриття всіх торгових закладів, які не займаються продажею життєво важливих товарів (мода, побутова техніка, електроніка), закриття закладів сфери послуг (перукарні, манікюрні салони, косметологи, спа-центри), та заборона всіх організованих зібрань. За порушення карантинних правил стягується штраф у розмірі 3000 євро.
Увечері 23 березня уряд Мальти підняв штраф за порушення карантинних умов для інфікованих до 10 тисяч євро.
28 березня уряд запровадив низку заходів, що стосуються навчальних закладів та іспитів. Згідно рішення уряду, школи та інші навчальні заклади будуть закриті до кінця навчального року. Для забезпечення безперервності учбового процесу використовується онлайн-навчання. Іспити початкового рівня не будуть проводитися на сесії, що мала розпочатися 23 квітня. На основі результатів пробних іспитів середнього курсу видається сертифікат тим учням, який показує, чи був досягнутий 2 чи 3 рівень. Цей сертифікат дає можливість вирішити, чи дозволяти учням продовжувати подальшу освіту. Іспити середнього та A рівня мають відбутися у вересні 2020 року.
16 жовтня у зв'язку з великим стрибок випадків уряд Мальти запровадив нові заходи, які набули чинності 19 жовтня. Запроваджено наступні заходи:
- Усі розважальні заклади та заклади громадського харчування повинні закриватися о 23:00.
- Носіння масок для обличчя є обов'язковим у всіх громадських місцях, а на робочих місцях є певні винятки.
- Діти до 3 років звільняються від носіння маски, як і ті, хто хворіє захворюваннями органів дихання. Маску не одягається, коли особа їде одна на своєму приватному автомобілі, під час фізичних навантажень, або в обставинах, коли читання по губах є необхідністю.
- Носіння масок для обличчя обов'язкове для всіх учнів постійно в початкових школах.
- Усі попередні заходи щодо громадських заходів та соціального дистанціювання залишаються в силі.

10 березня 2021 року, після 510 нових зареєстрованих випадків, уряд Мальти оголосив про нові заходи, які набули чинності 11 березня. Перелік заходів:
- У понеділок школи закриваються, а уроки переходять в онлайн
- Магазини товарів не першої необхідності, ресторани, кафе, бари, казино та послуги закриті із наступного дня
- Дитячі садки закриваються з понеділка
- Усі допоміжні служби в готелях будуть закриті
- Поїздки на острів Гоцо обмежуються лише терміновими справами та тим, хто володіє там власністю
- Публічні групові зібрання будуть обмежені до 4 осіб*
- Басейни, спортзали, музеї, театри та кінотеатри будуть закриті
- Весілля проводити не можна
- Богослужіння, в тому числі меси, скасовуються
- Похорони й надалі відбуватимуться згідно з існуючим протоколом
- Нетермінові операції в лікарні відкладено

5 серпня 2021 року уряд Мальти оголосив про ряд нових заходів, а саме:
- Вакциновані особи, які контактували з хворими на COVID-19, повинні перебувати на карантині лише протягом 7 днів.
- З 16 серпня місткість заходів на відкритому повітрі збільшено до 300
- Вагітним жінкам рекомендується зробити щеплення від COVID-19
- На вересень запланована додаткова вакцинація від COVID-19 для будинків для літніх людей та осіб з ослабленим імунітетом
- Заходи зі стоячими місцями поки що заборонені.

9 грудня 2021 року міністр охорони здоров'я Кріс Фірн оголосив, що з 11 грудня наявність масок стане обов'язковою у всіх громадських місцях, незалежно від того, чи знаходяться вони в приміщенні чи на вулиці, а також якщо людина перебуває сама. Крім того, він також оголосив, що ревакцинацію від COVID-19 можна робити вже через 4 місяці після прийому другої дози, на відміну від попереднього часу, який складав 6 місяців. Окрім цього, він також поідомив, що з 14 грудня діти віком від 5 до 11 років мають право отримати щеплення від COVID-19.
23 грудня 2021 року, після понад 3000 нових випадків за попередній тиждень, уряд Мальти оголосив про нові заходи, які набудуть чинності 27 грудня. Перелік заходів:
- Усі організовані заходи мають проводитися з сидячими місцями
- Похорони та весілля продовжувати за існуючими протоколами
- Заклади повинні закриватися о першій годині ночі
- Спортивні заходи можуть відбуватися, але без глядачів.
- Скорочення годин відвідування Шпиталю Матері Божої.

Лише за тиждень, 31 грудня, через неймовірно велику кількість випадків COVID-19 уряд оголосив, що з 10 січня 2022 року школи знову переходять в онлайн, а Університет Мальти вирішить, чи проводити заняття онлайн чи особисто на розсуд кожного факультету.

### Березень 2020 року
7 березня Мальта повідомила про свої перші три випадки коронавірусу, які зареєстровані в італійської сім'ї, членами якої були 12-річна дівчинка та її батьки, яка прибула на Мальту 3 березня з Риму після відпочинку в Трентіно. Дівчинка стала першим випадком хвороби в країні, пізніше того дня позитивний тест на коронавірус виявлений у її батьків. З моменту прибуття з Італії вони перебували на самоізоляції, та знаходились в ізоляторі в шпиталі Матері Божої.
Станом на 8 березня 2020 року в країні проведено 540 тестувань на коронавірус. До тих, кому проведено тестування, включені всі, хто контактував із інфікованою сім'єю. За винятком цієї сім'ї, всі інші тести були негативними. Повідомлення про виявлення інших випадків хвороби спростовані та названі розповсюдженням неправдивої інформації. 9 березня проведено тестування ще 9 особам, в одного з яких увечері підтверджено позитивний результат, унаслідок чого загальна кількість випадків хвороби зросла до 4. Перші два дні чоловік, у якого виявлено новий випадок хвороби, не дотримувався карантинних норм, що викликало обурення серед тих, кого він міг інфікувати. У його дочки також виявили коронавірусну хворобу, й вона стала п'ятим випадком хвороби в країні. Частина джерел повідомляли, що четвертий і п'ятий випадок хвороби на Мальті зареєстровані в норвежців, які проживали на Мальті.
Уранці 11 березня підтверджено шостий випадок хвороби в мальтійця, який повернувся з Італії. Того ж вечора підтверджено сьомий випадок хвороби, новий хворий був родичем попереднього, та їздив разом з ним до Італії.
Уранці 12 березня було підтверджено 8 та 9 випадки коронавірусної хвороби в країні.
До полудня 13 березня на Мальті було проведено 889 тестувань на коронавірус, виявлено ще три випадки коронавірусної хвороби, загальна кількість випадків хвороби зросла до 12. Усі випадки завезені з-за кордону. Десятим випадком став 45-річний мальтієць, який повернувся з Мюнхена 6 березня, 11 випадком став 40-річний італієць, який повернувся з Парижа 6 березня, а 12 випадком стала 30-річна мальтійка, яка повернулася з Брюсселя 9 березня. Пізніше того ж дня було повідомлено про перше одужання від коронавірусної хвороби на Мальті. Станом на 14 березня в країні зареєстровано 18 випадків хвороби.
15 березня на Мальті було зареєстровано ще три випадки коронавірусної хвороби, загальна кількість випадків хвороби зросла до 21. Всього в країні проведено 1385 тестів на коронавірус, зокрема 722 тести особам, які прибули з-за кордону та мали симптоми хвороби, та 663 тести особам, які не виїздили з країни, проте мали симптоми хвороби.
13 та 15 березня перші двоє хворих на Мальті одужали після коронавірусної хвороби. Вони повинні були ще деякий час залишатися на карантині, щоб убезпечити від ще ймовірного інфікування оточуючих.

16 березня кількість випадків COVID-19 на Мальті зросли до 30, 9 нових випадків було зафіксовано за одну ніч, заявила в понеділок міністр охорони здоров'я Чармен Гаучі. Три випадки спричинені місцевою передачею вірусу особами, які повернулись з відпусток з-за кордону та заразили своїх співробітників. Три місцеві передачі вірусу були медичними працівниками, які заразилися вірусом від інших медичних працівників, у яких виявлено позитивні результати тестування після повернення з відпустки. Завезені випадки хвороби зареєстровані в 56-річної мальтійки, яка повернулася з Великобританії, 34-річного мальтійця, який відпочивав у Барселоні з іншою особою, в якої підтверджено позитивний тест на коронавірус, 15-річного хлопчика з Іспанії, який прибув до країни авіарейсом з групою друзів, які відправлені на карантин, 49-річної італійки, яка проживала на Мальті чоловік якої повернувся з Риму, 39-річного чоловіка з Великобританії, який проживав на Мальті, та в 19-річного мальтійського юнака, який прибув з групою осіб з Дубліна, в якого позитивний результат виявлено попереднього дня.
Опівдні 17 березня на брифінгу для преси міністерство охорони здоров'я Мальти підтвердило ще 8 випадків коронавірусної хвороби, загальна кількість випадків у країні зросла до 38. Серед цих випадків 2 контактували з іншими хворими, 4 повернулися з-за кордону, але після прибуття на Мальту потрапили в карантин, один з нових хворих працював разом з особою, яка повернулась з Італії, хоча в цієї особи не було симптомів; останній випадок не міг сказати, де він міг інфікуватися, оскільки він не виїздив з країни і не контактував з хворими. З'ясувалось, що цей хворий відвідував тренажерний зал, і він міг інфікуватися саме там.
Опівдні 18 березня повідомлено про виявлення 10 випадків, в тому числі вперше двоє хворих віком більше 70 років. Усі хворі знаходились у задовільному стані.
19 березня в країні зареєстровано лише 5 випадків.
Опівдні 20 березня зареєстровано 11 нових випадків коронавірусної хвороби. Серед них зареєстрований випадок у 61-річного чоловіка, в якого вперше серед хворих COVID-19 на Мальті, у якого зареєстровано ускладнення хвороби.
21 березня зареєстровано 9 нових випадків. Новими випадками хвороби стали громадянин 30-річний Індії, який проживав на Мальті; безробітний, який контактував із хворим, який виїздив за кордон, 49-річною мальтійкою, яка контактувала з хворим, який інфікувався під час поїздки за кордон. Ця жінка працювала в школі, востаннє вона була на роботі 2 березня, симптоми хвороби з'явились у неї 19 березня; з нею проживають ще двоє членів родини, у зв'язку з тим, що вона не була тривалий час на роботі, ризику інфікування для її співпрацівників немає. Серед цих випадків є також громадянка Мальти, яка повернулась додому з Австралії через Лондон та повідомила про підвищення температури тіла, яка відправили на карантин після прибуття до країни. Ще одна 25-річна мальтійка, яка повернулася з Великобританії на Мальту зі скаргами на стан здоров'я, та пізніше самостійно пішла на самоізоляцію вдома, у зв'язку з чим здійснено відстеження контактів тих, хто прибув до країни цим рейсом. 55-річний громадянин Мальти, який не виїздив за кордон та не мав контактів з хворими, 14 березня повідомив про появу в нього підвищення температури тіла та болю в м'язах. Він був на роботі 13 березня, за день до появи симптомів. Триває відстеження контактів жінки, родич якої повідомив, що вона захворіла після повернення з Англії, та повідомила про появу в неї симптомів хвороби 19 березня. Востаннє вона відвідувала університет 10 березня. Цей випадок тримали на контролі органи влади, а також проведено тестування усіх, хто проживав з нею в одному помешканні. 41-річний іноземний громадянин на Мальті, який не контактував з особами, які проживають за кордоном, також був у списку нових хворих, проте поки що невідомо, де він міг інфікуватися, найімовірнішим способом вважається його інфікування від когось із співпрацівників. 44-річний громадянин Сомалі, який працює на Мальті, який літав авіарейсом до Брюсселя між 15 і 18 березня, повідомив про скарги на підвищення температури тіла та біль у грудях. Наступного дня його госпіталізували до місцевої лікарні.
22 березня було зареєстровано 17 випадків. Повідомлено, що 10 із 17 випадків повернулися з-за кордону, тоді як 7 вважалися інфікованими внаслідок місцевої передачі вірусу. Новими хворими були 18-річна мальтійка та 37-річний мальтійський чоловік, які повернулися з Великобританії; 50-річний швед і 22-річний мальтієць, які повернулися з Північної Італії; угорський юнак, який, найімовірніше, інфікувався від свого батька; 24-річний фінн, який приїхав з Відня; 51-річний мальтієць, який повернувся з Марокко; жінка, яка повернулась з Бельгії, а також 46-річна мальтійку та ще одна жінка, партнер якої працює у туристичній галузі та, найімовірніше, інфікував її. Серед семи інших випадків є 27-річний мальтійський медичний працівник, 74-річний чоловік, 60-річна мальтійка, 42-річна індійка та 28-річний сомалієць. Кілька хворих відправили додому на самоізоляцію, де вони знаходились у карантині протягом двох тижнів, після чого вони повинні були знову пройти тест на коронавірус.
23 березня зареєстровано 17 випадків.
24 березня зареєстровано 3 нових випадки хвороби.
25 березня зареєстровано 19 випадків.
26 березня зареєстровано 5 випадків.
27 березня зареєстровано 5 нових випадків і проведено 4662 тестування.
28 березня Кріс Фірн на прес-конференції повідомив про виявлення 10 випадків.
29 березня Чармен Гаучі повідомила про виявлення двох випадків за добу.
30 березня зареєстровано 5 випадків.
31 березня зареєстровано 5 випадків.

### Квітень 2020 року
1 квітня зареєстровано 19 нових випадків, 5 з яких нещодавно повернулись з-за кордону.
2 квітня зареєстровано 7 випадків. Ще один випадок зарахована до попереднього дня.
3 квітня було зареєстровано 7 випадків. Міністерство охорони здоров'я попередило, що один із хворих живе у відкритому центрі для біженців Хар-Фар.
4 квітня зареєстровано 11 випадків.
5 квітня зареєстровано 14 випадків та 3 одужання. Оскільки найбільш інфікованими є африканські іммігранти, які проживають в одному місці, попереджено про можливість масового інфікування. Це змусило уряд закрити центр прийому біженців у Хар-Фар, де виявлено 8 випадків хвороби, у якому мешкають близько 1000 осіб на невеликій площі.
6 квітня зареєстровано 14 випадків. Усі вони визнані як випадки з місцевою передачею вірусу, причому більшість з них становили іноземці, частина з яких пов'язані з попередньою групою іммігрантів, у зв'язку з чим очікується поширення хвороби серед іммігрантів, які живуть у місцях зі значним скупченням людей. Один інфікований іммігрант нібито втік від поліції під час супроводу до лікарні. Однак це стало результатом відсутності порозуміння, коли особа повернулася до іміграційного центру, де вона отримувала лікування у Червоному Хресті. Згодом його перевели до лікарні Боффа у Флоріані. Інші іммігранти в центрі були примусово закриті на невизначений термін (поки серед них не буде інфікованих) під охороною військових. Ситуація з інфікуванням у центрі біженців могла різко погіршитись і тому, що мешканці цього закладу користуватися спільними ванними кімнатами. Двох осіб похилого віку супроводжували на Мальту з сусідніх країн спільно військові та медичні працівники. Вони мали перебувати на обов'язковому карантині. Перший мальтійський громадянин помер від коронавірусної хвороби у Великобританії, тому це не враховувалося в національній статистиці Мальти.
7 квітня міністр охорони здоров'я повідомив у незвично ранній телепрограмі, що за добу в країні виявлено 52 випадки хвороби. Зареєстровано також декілька підозр на коронавірусну хворобу, на той день у країні більш ніж 300 осіб можуть бути хворими коронавірусною хворобою. Це стало найвищим сплеском випадків на Мальті за добу на цей день.
8 квітня зареєстровано ще 6 випадків. Пізніше цього ж дня на прес-конференції, проведеній міністром охорони здоров'я та керівником служби охорони здоров'я, повідомлено про першу смерть внаслідок коронавірусної хвороби в країні. Жертвою стала 92-річна жінка з Гоцо. Під час телеефіру того ж дня міністр охорони здоров'я Кріс Фірн повідомив, що ще 11 людей одужали від COVID-19, загальна кількість одужань зросла до 16.
Уранці 9 квітня міністр охорони здоров'я повідомив, що за добу зареєстровані 32 нові випадки хвороби, 11 хворих одужали, а від COVID-19 помер ще один хворий, 79-річний чоловік.
10 квітня в країні зареєстровано 13 випадків.

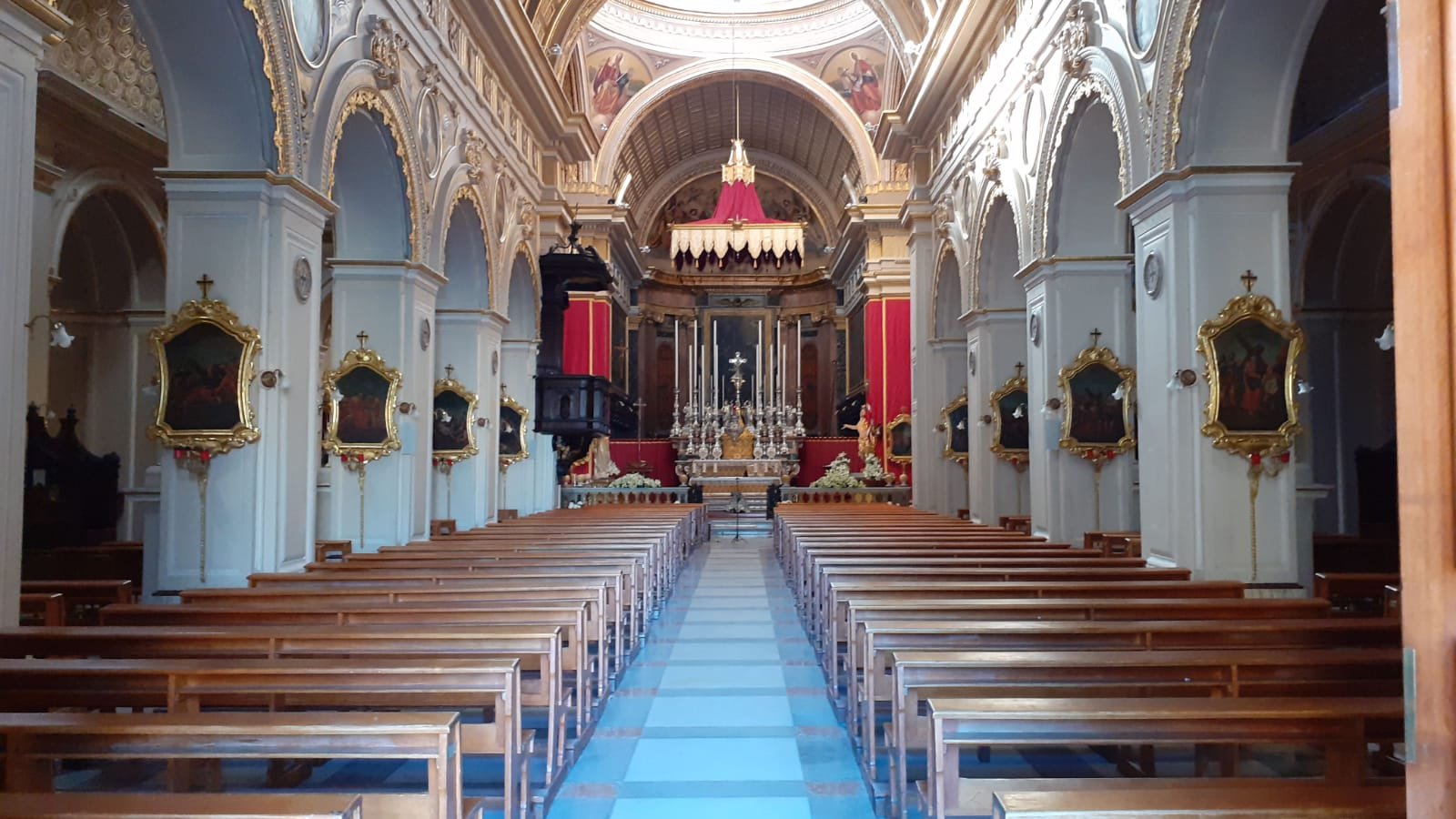
Парафіяльна церква в Кормі була пуста під час Великодньої служби у зв'язку з епідемією коронавірусної хвороби

11 квітня зареєстровано 20 нових випадків, помер третій хворий на COVID-19, 84-річний чоловік, який 10 квітня потрапив до шпиталю Матері Божої.
12 квітня міністр охорони здоров'я Кріс Фірн повідомив, що ще 28 хворих одужали від COVID-19, в результаті чого загальна кількість одужань зросла до 44, за добу зареєстровано 8 випадків.
13 квітня зареєстровано 6 випадків.
14 квітня зареєстровано 9 випадків.
15 квітня зареєстровано 6 випадків.
16 квітня зареєстровано 13 випадків та 38 одужань. Цього дня виявлено чіткий географічний розподіл виявлення випадків хвороби, найбільше випадків зареєстровано в найбільш густонаселеному районі Північної гавані.
17 квітня зареєстровано 10 випадків та 9 одужань.
18 квітня зареєстровано 4 нових випадки хвороби та 8 одужань.
19 квітня зареєстровано один новий випадок хвороби та 19 одужань.
20 квітня зареєстровано 4 нових випадки хвороби та 8 одужань.
21 квітня зареєстровано 12 випадків та 24 одужання. Повідомлено про можливість другої хвилі епідемії.
22 квітня зареєстровано 1 новий випадок хвороби та 15 одужань.
23 квітня повідомлено про один новий випадок хвороби та 39 одужань. Також повідомлено, що репродуктивна здатність вірусу стала нижчою 1.
24 квітня зареєстровано два нових випадки хвороби та 19 одужань.
25 квітня зареєстровано один новий випадок хвороби та 26 одужань, унаслідок COVID-19 зареєстровано четверту смерть у країні в 96-річної жінки.
26 квітня не зареєстровано випадків, зареєстровано 33 одужання.
27 квітня зареєстровано 2 нових випадки хвороби та 4 одужання.
28 квітня зареєстровано 8 нових випадків та 17 одужань.
29 квітня зареєстровано 5 випадків та 36 одужань.
30 квітня зареєстровано 2 нових випадки хвороби та 12 одужань.

### Травень 2020 року
1 травня Чармен Гаузі повідомила, що за останню добу зареєстровано 2 нових випадки хвороби та 16 одужань. Під час спільної прес-конференції Роберт Абела та Кріс Фірн оголосили про пом'якшення карантинних заходів, головним чином про відкриття торгових точок з продажу не життєво важливих товарів, але з дотриманням соціальної дистанції, а також про відновлення транспортного сполучення між островами Мальта та Гоцо. Деякі медичні послуги, призупинені з початком епідемії, будуть надаватися знову.
2 травня зареєстровано один новий випадок хвороби та 12 одужань.
3 травня зареєстровано 9 випадків та 13 одужань, кількість яких зросла до 1071. Загальна кількість проведених тестів зросла до 35012.
4 травня зареєстровано 3 нові випадки хвороби та 7 одужань.
5 травня повідомлено про 2 нових випадки хвороби та 4 одужання, проведено 1218 ПЛР-тестів. Серед нових випадків є п'ятий померлий від COVID-19, 81-річний чоловік, який помер цієї ночі унаслідок блискавичного перебігу хвороби.
6 травня зареєстровано 2 нових випадки хвороби та 4 випадки одужання.
7 травня зареєстровано 2 нових випадки хвороби та 6 одужань. За попередню добу в країні проведено 1022 тести на коронавірус.
8 травня зареєстровано 3 нових випадки хвороби та 6 одужань.
9 травня повідомлено про один новий випадок хвороби та 8 одужань.
10 травня зареєстровано 6 випадків та 6 одужань.
11 травня зареєстровано 7 випадків та одне одужання. Нові випадки зареєстровані зокрема в 48-річної жінки, в якої симптоми хвороби з'явились 9 травня, та в її дворічної дочки, в якої симптоми з'явились 8 травня. Виявлено групу випадків з трьох осіб, пов'язаних з випадками, виявленими в неділю. Двоє з них, віком 47 і 24 роки, були медичними працівниками, які працювали в одному приміщенні. Третьою з цих хворих була 26-річна жінка, в якої не було жодних симптомів хвороби. Ще одній хворій, 30-річній жінці провели тестування одночасно з її партнером, тест у нього виявився негативним. Ще в одної 41-річної медичної працівниці хвороба виявлена під час випадкового тестування, симптомів хвороби в неї не було.
12 травня зареєстровано 3 нових випадки хвороби.
13 травня зареєстровано 2 нових випадки хвороби та 2 одужання, зареєстровано шосту смерть від COVID-19, помер 53-річний лікар.
14 травня зареєстровано 14 випадків та 7 одужань.
15 травня зареєстровано 10 випадків та 5 одужань.
16 травня зареєстровано 14 випадків та 2 одужання.
17 травня повідомлено про 7 випадків та 4 одужання.
18 травня зареєстровано 5 випадків та 2 одужання.
19 травня зареєстровано 11 випадків та 4 одужання.
20 травня було зареєстровано 15 випадків та 5 одужань. Цього дня тут було 113 інфікованих. На той день у країні проведено 1670 ПЛР-тестів на коронавірус, загальна кількість ПЛР-тестів зросла до 54866.
21 травня зареєстровано 15 випадків та 3 одужання. Цього дня тут було 125 інфікованих. За останню добу проведено 1358 ПЛР-тестів, з початку епідемії проведено 56224 ПЛР-тестів.
22 травня зареєстровано один новий випадок хвороби та одне одужання. На Мальті на той день зареєстровано 125 інфікованих. Проведено 1560 ПЛР-тестів, загалом 57784 з початку епідемії.
23 травня повідомлено про 9 випадків та 4 одужання. На той день виявлено 130 інфікованих. Проведено 1727 ПЛР-тестів, загалом 59511 з початку епідемії.
24 травня зареєстровано один новий випадок хвороби та три випадки одужання. На той день виявлено 128 інфікованих. На той день проведено 1301 ПЛР-тестів, загалом 60812 з початку епідемії.
25 травня зареєстровано один новий випадок хвороби та 9 одужань. На той день виявлено 120 інфікованих. На той день проведено 803 ПЛР-тестів, загалом 61615 з початку епідемії.
26 травня не повідомлялося ні про нові випадки хвороби, ні про нові одужання. У Мальті залишалось 120 інфікованих. За добу проведено 1472 ПЛР-тестів, загалом 63087.
27 травня зареєстровано сьому смерть у країні від COVID-19. Помер 97-річний чоловік, якому діагноз був встановлений 17 травня, і він знаходився на лікуванні в лікарні Карін Грех. У хворого була низка серйозних хронічних хвороб. Ця смерть зареєстрована рівно через два тижні після повідомлення про шосту смерть від коронавірусної хвороби. Пізніше того дня на брифінгу було повідомлено про один новий випадок хвороби та 6 випадків одужання. Цього дня тут було 114 активних випадків хвороби, проведено 1247 ПЛР-тестів, загалом 64334 з початку епідемії.
28 травня зареєстровано 4 нових випадки хвороби та 10 одужань. У Мальті зареєстровано 108 інфікованих. Проведено 1137 ПЛР-тестів, загалом 65471 з початку епідемії.
29 травня випадків, зареєстровано 13 одужань та 2 смерті від COVID-19, 56-річний та 68-річного чоловіки, які обидва мали низку хронічних хвороб, загальна кількість смертей зросла до 9. На цей день було проведено 1193 ПЛР-тестів, загальна кількість тестувань досягла 66664.
30 травня повідомлено про 2 нових випадки хвороби та 11 одужань. На Мальті на той день було 84 активних випадки хвороби. Того дня проведено 1374 ПЛР-тестів, загалом 68038 з початку епідемії.
31 травня випадків не зареєстровано, зареєстровано 9 одужань. Цього дня тут було 75 інфікованих. За останню добу проведено 987 тестувань на коронавірус, загалом 69025 з початку епідемії.

### Червень 2020 року
1 червня зареєстровано один новий випадок хвороби та 3 одужання. Цього дня тут було 73 активних випадки хвороби. Проведено 597 тестувань на коронавірус, загалом 69622 з початку епідемії.
2 червня зареєстровано один новий випадок хвороби та 17 одужань. Цього дня тут було 57 інфікованих. Проведено 1071 тестувань на коронавірус, загалом 70693 з початку пандемії.
3 червня зареєстровано 2 нових випадки та 8 одужань. На той день на Мальті був 51 активний випадок хвороби. Проведено 1030 тестувань на коронавірус, загалом 71723 з початку пандемії.
4 червня не було зареєстровано випадків, зареєстровано 14 одужань. Цього дня тут було 37 інфікованих. За останню добу було проведено 892 тестування на коронавірус, загалом 72615 з початку пандемії.
5 червня зареєстровано 3 нові випадки хвороби та 7 одужань. Цього дня тут було 33 активних випадки хвороби. За останню добу проведено 977 тестувань на коронавірус, загалом 72992 з початку пандемії.
6 червня зареєстровано 2 нових випадки хвороби та 13 одужань. Цього дня тут було 22 інфікованих. За останню добу проведено 877 тестувань на коронавірус, загалом 74469 з початку пандемії.
7 червня зареєстровано 2 нових випадки хвороби. Цього дня тут було 24 активних випадки хвороби. За останню добу проведено 905 тестувань, загалом 75374 з початку пандемії.
8 червня зареєстровано один новий випадок хвороби. Цього дня тут було 25 інфікованих. За останню добу проведено 507 тестувань, загалом 75881 з початку пандемії.
9 червня зареєстровано 2 нових випадки хвороби та одне одужання. Цього дня тут було 26 інфікованих. За останню добу проведено 1152 тестувань, загалом 77033 з початку пандемії.
10 червня в країні зареєстровано 3 нових випадки хвороби. Цього дня тут було 29 інфікованих. За останню добу проведено 851 тестувань на коронавірус, загалом 77884 з початку пандемії.
11 червня зареєстровано 5 випадків та 3 одужання. На той день на Мальті був 31 активний випадок хвороби. За останню добу проведено 904 тестувань на коронавірус, загалом 78788 з початку пандемії. Окрім того, усі випадки, зареєстровані цієї доби, є частиною одної групи з 13 випадків.
12 червня зареєстровано 5 випадків, в тому числі один у відділенні інтенсивної терапії шпиталю Матері Божої. Цього дня тут було 36 інфікованих. За останню добу проведено 1121 тестувань, загалом 79909 з початку пандемії.
13 червня зареєстровано один новий випадок хвороби та одне одужання, новий випадок був одиничним. Усі тести, проведені для відстеження контактів випадків хвороби за попередню добу, були негативними. Цього дня тут було 36 інфікованих. За останню добу проведено 1044 тестувань, загалом 80953 з початку пандемії.
14 червня зареєстровано 3 нових випадки хвороби та 2 одужання. Цього дня тут було 37 інфікованих. За останню добу проведено 1310 тестувань, загалом 82263 з початку пандемії. Крім того, усі 3 випадки за останню добу, є частиною попереднього кластеру, який на той день налічував 17 випадків.
15 червня повідомлено про один новий випадок хвороби, який є спорадичним. Цього дня тут було 38 інфікованих. За останню добу проведено 554 тестувань, загалом 82817 з початку пандемії.
16 червня зареєстровано 6 випадків та 5 одужань. Два випадки, про які повідомлено цього дня, є частиною кластеру, тоді як інші 4 випадки є спорадичними. Цього дня тут було 39 інфікованих. За останню добу проведено 1236 тестувань, загалом 84063 з початку пандемії.
17 червня зареєстровано 6 нових випадків та 2 одужання. Один із випадків, про який повідомлено цього дня, є частиною кластера, яка охопила 19 випадків, тоді як інші 5 були одиничними випадками, у 4 з були симптоми хвороби. Цього дня тут було 43 активних випадки хвороби. За останню добу проведено 911 тестувань, загалом 84964 з початку пандемії.
18 червня зареєстровано один новий випадок хвороби, який є спорадичним і малосимптомним. Цього дня тут було 44 інфікованих. За останню добу проведено 860 тестувань, загалом 85824 з початку пандемії.
19 червня не було зареєстровано випадків, зареєстровано 3 одужання. 12 хворих на COVID-19 знаходяться на стаціонарному лікуванні. 1 хворий знаходиться на лікуванні в шпиталі Матері Божої, 7 у лікарні Сент-Томас і 4 у лікарні Боффа. На той день на Мальті був 41 активний випадок хвороби. За останню добу проведено 852 тестувань, загалом 86676.
20 червня зареєстровано один новий випадок хвороби та 3 одужання. Епізодичний малосимптомний випадок виявлений при звичайному огляді. Цього дня тут було 39 інфікованих. На той день проведено 786 тестувань, загалом 87462 з початку пандемії.
21 червня зареєстровано один новий випадок хвороби, який є спорадичним та малосимптомним. Цього дня тут було 40 інфікованих. На той день на Мальті проведено 768 тестувань, загалом 88230 з початку пандемії.
22 червня не зареєстровано випадків, зареєстровано одного видужання. Із загальної кількості одужань більше видужали чоловіки, дещо менше жінки. Цього дня тут було 39 інфікованих. Було проведено 464 тестувань, загалом 88694.
23 червня не було зареєстровано випадків, зареєстровано одне одужання. Цього дня тут було 38 інфікованих. Того дня проведено 927 тестувань, загалом 89621.
24 червня не зареєстровано випадків, зареєстровано 6 випадків одужання. Уперше три дні поспіль з 7 березня 2020 року не зареєстровано випадків. 11 хворих з COVID-19 перебували в лікарнях, 5 у лікарні Сент-Томас, 3 у лікарні Боффа, 2 в шпиталі Матері Божої, ще один у лікарні Карін Грех. Цього дня тут було на 32 активних випадки хвороби. Того дня проведено 923 тестувань, загалом 90544.
25 червня зареєстровано 3 нові спорадичні випадки хвороби та 3 одужання. 2 нових випадки є безсимптомними, один перебігав із симптомами хвороби. Цього дня тут було 32 активних випадки хвороби. Того дня проведено 1027 тестувань, загалом 91571.
26 червня було зареєстровано 2 нових випадки хвороби (один безсимптомний, а другий перебігав із симптомами хвороби) та 5 одужань. Цього дня тут було 29 інфікованих. Цього дня проведено 946 тестувань, загалом 92517.
27 червня не було зареєстровано випадків, зареєстровано 3 одужання. 7 хворих на COVID-19 знаходились на стаціонарному лікуванні, з них 3 у лікарні Боффа, 2 у лікарні Сент-Томас, один у шпиталі Матері Божої, один у лікарні Карін Грех. Цього дня тут було 26 інфікованих. За останню добу проведено 870 тестувань, загалом 93387.
28 червня не було зареєстровано випадків, зареєстровано одне одужання. Цього дня тут було 25 інфікованих. За останню добу проведено 661 тестувань, загалом 94048.
29 червня не було зареєстровано випадків, зареєстровано 3 одужання. Цього дня тут було 22 активних випадки хвороби. За останню добу проведено 516 тестувань, загалом 94564.
30 червня не було зареєстровано випадків, зареєстровано одне одужання. Уперше не було нових випадків чотири дні поспіль з 7 березня 2020 року. Цього дня тут було 21 активний випадок хвороби. За останню добу проведено 567 тестувань, загалом 95131.

### Липень 2020 року
1 липня зареєстровано один новий випадок хвороби, який є епізодичним, та перебігав із симптомами хвороби, та 7 одужань. Цього дня тут було 15 інфікованих. За останню добу проведено 1135 тестувань, загалом 96266 з початку пандемії.
2 липня не зареєстровано випадків, зареєстровано 2 одужання. Цього дня тут було 13 інфікованих. За останню добу проведено 892 тестувань, загалом 97158.
3 липня повідомлено про один новий випадок, який завезений з-за кордону, є спорадичним, та перебігав з симптомами хвороби, та одне одужання. Цього дня тут було 13 інфікованих. За останню добу проведено 981 тестування, загалом 98139 з початку пандемії.
4 липня не було зареєстровано випадків, зареєстровано одне одужання. Вперше з березня в лікарні Матері Божої не було хворих з COVID-19. 4 хворих перебували в лікарні Боффа, один у лікарні Святого Томаса, а 2 у лікарні Карін Грех. Цього дня тут було 12 інфікованих. За останню добу проведено 987 тестувань, загалом 99126.
5 липня не було зареєстровано випадків, зареєстровано одне одужання. Цього дня тут було 11 інфікованих. За останню добу проведено 771 тестувань, додатково додано ще 2040 тестувань, загальна кількість тестувань, проведених з березня, зросла до 101937.
6 липня не було зареєстровано випадків. Цього дня тут було 11 інфікованих. За останню добу проведено 457 тестувань, загалом 102394. 42228 осіб обстежені як підозра на COVID-19.
7 липня зареєстровано один новий випадок хвороби, який завезений з-за кордону, та одне одужання. Новий випадок зареєстрований в іноземця, який проживав на Мальті. Цього дня тут було 11 інфікованих. За останню добу проведено 930 тестувань, загалом 103324 з початку пандемії.
8 липня не зареєстровано випадків, зареєстровано одне одужання. У лікарнях знаходились 3 хворих з COVID-19, 2 з них перебували в лікарні Сент-Томас, один у лікарні Боффа. Цього дня тут було 10 інфікованих. За останню добу проведено 775 тестувань, загалом 104099.
9 липня зареєстровано один новий місцевий, епізодичний та безсимптомний випадок хвороби, та два одужання. Цього дня тут було 9 інфікованих. За останню добу проведено 809 тестувань, загалом 104908.
10 липня випадків не зареєстровано, зареєстровано 2 одужання. Цього дня тут було 7 інфікованих. За останню добу проведено 775 тестувань, загалом 105683.
11 липня випадків не зареєстровано. На Мальті було 7 інфікованих. За останню добу проведено 742 тестувань, загалом 106425.
12 липня випадків не зареєстровано, зареєстровано 2 одужання. На Мальті було 5 інфікованих. Було проведено 741 тестувань, загалом 107116.
13 липня випадків не зареєстровано. Цього дня тут було 5 інфікованих. Було проведено 456 тестувань, загалом 107622.
14 липня випадків не зареєстровано. Цього дня тут було 5 інфікованих. Було проведено 931 тестувань, загалом 108553.
15 липня випадків не зареєстровано, зареєстровано одне одужання. Це вперше, коли не реєструвалось випадків шість днів поспіль з 7 березня 2020 року. Цього дня тут було 4 активних випадки хвороби. Було проведено 985 тестувань, загалом 109538.
16 липня випадків не зареєстровано. Це вперше, коли за тиждень з 7 березня 2020 року не зареєстровано випадків. Цього дня тут було 4 активних випадки хвороби. Було проведено 1087 тестувань, загалом 110625.
17 липня випадків не зареєстровано, зареєстровано одне одужання. Цього дня тут було 3 активних випадки хвороби. Було проведено 930 тестувань, загалом 111555.
18 липня зареєстровано один новий випадок хвороби, завезений з-за кордону. У цього хворого симптоми коронавірусної хвороби з'явились за кілька днів після повернення на Мальту з-за кордону. Проведено відстеження контактів хворого. Цього дня тут було 4 активних випадки хвороби. Було проведено 848 тестувань, загалом 112403 з початку пандемії.
19 липня зареєстровано один новий випадок хвороби, проведено відстеження контактів хворого. Цього дня тут було 5 інфікованих. Було проведено 834 тестувань, загалом 113237 з початку пандемії.
20 липня зареєстровано один новий випадок хвороби, який знаходився в тісному контакті з попереднім випадком, зареєстровано також 2 одужання. Цього дня тут було 4 активних випадки хвороби. Було проведено 583 тестувань, загалом 113820 з початку пандемії.
21 липня випадків не зареєстровано. Цього дня тут було 4 активних випадки хвороби. Було проведено 959 тестувань, загалом 114779.
22 липня зареєстровано 2 нових спорадичні випадки хвороби (один з симптомами хвороби, а другий безсимптомний) та одне одужання. Цього дня тут було 5 інфікованих. Було проведено 1016 тестувань, загалом 115795 з початку пандемії.
23 липня зареєстровано один новий місцевий, спорадичний випадок хвороби, який перебігав із симптомами хвороби. Цього дня тут було 6 інфікованих. Було проведено 1114 тестувань, загалом 116909 з початку пандемії.
24 липня зареєстровано 6 випадків, пов'язаних із випадком з попереднього дня. Того ранку зареєстровано 4 позитивні тести на коронавірус. Цього дня тут було 12 інфікованих. Було проведено 931 тестувань, загалом 117840 з початку пандемії.
25 липня не було зареєстровано випадків. Цього дня тут було 12 інфікованих. Було проведено 1085 тестувань, загалом 118925.
26 липня зареєстровано 14 нових випадків. Цього дня тут було 26 інфікованих. Було проведено 1220 тестувань, загалом 120145 з початку пандемії.
27 липня зареєстровано один новий справу, який є частиною того ж кластера. Цього дня тут було 27 інфікованих. Було проведено 850 тестувань, загалом 120995 з початку пандемії.
28 липня зареєстровано 7 випадків, усі з них перебігали з симптомами хвороби (включно 2 випадки, завезені з-за кордону). Всі вони входять до кластера, пов'язаної із випадком у п'ятницю. Цього дня тут було на 34 активних випадки хвороби. Проведено 1353 тестувань, загалом 122348 з початку пандемії.
29 липня було зареєстровано 12 нових спорадичних випадків хвороби. 2 з них є частиною кластера, пов'язаної із випадком у п'ятницю, а інші 5 випадків були пов'язані зі святом Святої Венери. Також повідомлено, що 66 випадків хвороби зареєстровано в прибулих на територію країни нелегальних мігрантів попереднього дня. За офіційними даними, які ще оскаржувались, на той день виявлено 112 інфікованих. Проведено 1615 тестувань, загалом 123963 з початку пандемії.
30 липня зареєстровано 9 випадків, більшість із них в осіб віком до 35 років. 4 випадки були пов'язані зі святом Святої Венери. Цього дня тут було 140 активних випадків хвороби, а також 85 випадків серед прибулих до країни нелегальних мігрантів. Проведено 1722 тестувань, загалом 125685 з початку пандемії.
31 липня зареєстровано 10 випадків, 6 випадків були пов'язані зі святом Святої Венери, інші не пов'язані з якимсь із решти випадківі. Цього дня тут було 150 інфікованих. Було проведено 1314 тестувань, загалом 126999 з початку пандемії.

### Серпень 2020 року
1 серпня виявлено 21 новий випадок хвороби, більшість з яких були контактували з підтвердженими випадками хвороби, 2 випадки завезені з-за кордону, 3 випадки були іммігрантами, які вже знаходились на карантині. Цього дня тут було 171 активний випадок хвроби. Було проведено 1748 тестувань, загалом 128747.
2 серпня виявлено 15 випадків та 1 одужання. 6 з 15 нових випадків утворюють частини різних кластерів, 7 були спорадичними, а 2 завезені з-за кордону. Цього дня тут було 185 інфікованих. За останню добу було проведено 1418 тестувань, загалом 130165.
3 серпня виявлено 14 випадків. 8 випадків пов'язані з кластерами або контактували з підтвердженими випадками хвороби, решта випадків були спорадичними. Цього дня тут було 199 активних випадків хвороби, за останню добу проведено 1438 тестувань, загалом 131603 з початку пандемії.
4 серпня виявлено 16 випадків. 5 є частиною кластера Санта-Венера, 2 частиною кластера Пейсвіль, 5 пов'язані з раніше відомими випадками, решта були спорадичними. На цей день на Мальті було 215 активних випадків хвороби, за добу проведено 1502 тестувань, загалом 133105 з початку пандемії.
5 серпня виявлено 36 випадків та 2 одужання. 5 випадків є частиною кластера Пейсвіля, 4 випадки пов'язані з раніше відомими випадками, решта 11 були спорадичними. Підкреслила, що 16 нових випадків — це нові і раніше прибулі мігранти, 3 недавно прибули, а 13 це раніше прибулі мігранти. Цього дня тут було 249 активних випадків хвороби, за добу проведено 1839 тестувань, загалом 134944 з початку пандемії.
6 серпня виявлено 20 випадків та 2 одужання. 8 випадків є частиною кластера Пейсвіля, 6 контактували з підтвердженими випадками хвороби, 10 випадків були спорадичними. Повідомлено, що 4 з нових випадків були дітьми. Цього дня тут було 267 активних випадків хвороби, за добу проведено 1769 тестувань, загалом 136713 з початку пандемії.
7 серпня виявлено 49 випадків та 5 одужань. Цього дня тут було 311 активних випадків хвороби, за останню добу проведено 1717 тестувань, загалом 138430.
8 серпня виявлено 40 випадків. 6 випадків пов'язані з кластером мовної школи, 4 пов'язані з кластером Пейсвіль, 7 пов'язані із іншими підтвердженими випадками, 4 через сімейний контакт, 2 випадки завезені з-за кордону, решта 17 були спорадичними. На той день на Мальті був 351 активний випадок хвороби. За останню добу проведено 1548 тестувань, загалом 139979.
9 серпня на Мальті було зареєстровано 54 нових випадки та 9 одужань. 3 випадки пов'язані з мовною шкою, 12 пов'язані з кластером Пейсвіль, та 9 членів сім'ї раніше зареєстрованих випадків. Найстарший випадок зареєстрований у 75-річного, а наймолодший у 1-річної дитини. Цього дня тут було 396 інфікованих. За останню добу проведено 1789 тестувань, загалом 141767.
10 серпня на Мальті було зареєстровано 23 нових випадки хвороби та 4 одужання. Серед нових випадків 1 завезений з-за кордону, 2 пов'язані з кластером Пейсвіля, зв'язок решти випадків із підтвердженими до цього випадками ще встановлювався. На той день виявлено 415 інфікованих. За останню добу проведено 1618 тестувань, загалом 143385 з початку пандемії.
11 серпня на Мальті було зареєстровано 29 випадків та 4 одужання. Серед нових випадків 3 випадки з лікарні Маунт-Кармель, 2 пов'язані з кластером Пейсвіль, 5 членів однієї сім'ї, 1 контактував із підтвердженим випадком хвороби на роботі, зв'язок решти випадків із підтвердженими до цього випадками хвороби ще встановлювався. Цього дня тут було 440 інфікованих. За останню добу проведено 1882 тестувань, загалом 145145 з початку пандемії.
12 серпня на Мальті було зареєстровано 49 випадків та 3 одужання. 6 випадків пов'язані з лікарнею Маунт-Кармель, 4 пов'язані з інфікуванням на розважальному майданчику «Парк Юрського періоду», 3 справи з футбольного клубу «Бальцан», зв'язок решти випадків з іншими підтвердженими випадками хвороби ще встановлювався. На той день виявлено 486 інфікованих. За останню добу проведено 2200 тестувань, загалом 147411 з початку пандемії.
13 серпня виявлено 55 випадків та 13 одужань. 5 випадків є членами сім'ї із зареєстрованими випадками хвороби, 4 контактували із підтвердженими випадками хвороби, 2 пов'язані з кластером Пейсвіль, та 1 пов'язаний з кластером мовної школи. Зв'язок решти випадків з іншими підтвердженими випадками хвороби ще встановлювався. За останню добу на Мальті проведено 2485 тестувань, загалом 149952 з початку пандемії.
14 серпня виявлено 31 новий випадок хвороби та 54 одужання. За добу на Мальті проведено 2135 тестувань, загалом 152087 з початку пандемії.
15 серпня виявлено 72 нових випадки хвороби та 20 одужань. За добу на Мальті проведено 2435 тестувань, загалом 154522 з початку пандемії.
16 серпня на Мальта зареєстровано 63 нових випадки хвороби та 11 одужань. 10 випадків пов'язані з кластером Пейсвіля, 7 випадків зареєстровані у членів однієї сім'ї, 9 контактували з активними випадками хвороби, 6 інфікувались на роботі при контакті ще з невстановленими випадками хвороби, 4 випадки завезені з-за кордону. Від цього дня, згідно з вказівкою уряду, дані про випадки хвороби та одужання не включали мігрантів, які прибули на Мальту, та поміщені в карантин після прибуття. Цього дня тут було 609 інфікованих. За останню добу на Мальті проведено 2142 тестувань, загалом 156664 з початку пандемії.
17 серпня виявлено 69 випадків та 10 одужань. Ці випадки включають 17 членів сім'ї, в якій випадки інфікування фіксувались уже протягом кількох днів, 12 контактували з підтвердженими випадками хвороби, 7 інфікувались при контакті на роботі, 5 з кластеру лікарні Маунт-Кармель, 2 з кластеру Пейсвіль, 2 випадки завезені з-за кордону, та 2 випадки, пов'язані з футболом та командою з водного поло. Усі мігранти, які прибувають водним шляхом, після висадки направлені в карантин. Серед них зареєстровано 105 випадків хвороби та 44 одужання. Цього дня тут було 668 інфікованих. За останню добу на Мальті проведено 2269 тестувань, загалом 158933 з початку пандемії. Міністр охорони здоров'я країни Кріс Ферн заявив, що з середи будуть закриті нічні клуби, дискотеки, вечірки та бари. Також було запроваджено обмеження на зібрання до 15 осіб. Уряд також запровадив «бурштиновий список», до якого включено країни, які розглядалися як потенційно ризиковані для подорожей, з цього дня носіння маски стало обов'язковим у всіх закритих громадських місцях на Мальті. Ці заходи запроваджено з 3-го тижня серпня.
18 серпня виявлено 48 випадків та 7 одужань. Серед нових випадків виявлено 5 членів родини, в якій випадки інфікування реєструвалися вже кілька днів, 4 контактували з підтвердженими випадками хвороби, 3 інфікувались на роботі, 2 пов'язані з кластером Маунт-Кармель, 1 пов'язаний з кластером Пейсвіля, 2 пов'язані з кластером мовної школи, та 9 пов'язані з кластерами будинків для престарілих. На цей день на Мальті було 709 інфікованих. За останню добу на Мальті проведено 2124 тестувань, загалом 161057.
19 серпня виявлено 47 випадків та 18 одужань. Серед нових випадків 6 членів однієї родини, 3 контактували з підтвердженими випадками хвороби, та 13 спорадичних випадків. Цього дня тут було 738 інфікованих. За останню добу на Мальті проведено 2261 тестувань, загалом 163318 з початку пандемії.
20 серпня виявлено 40 випадків та 18 одужань. Серед нових випадків були 5 членів однієї сім'ї, 6 контактували з підтвердженими випадками хвороби, 9 інфікувались на роботі, 3 пов'язані з кластером Пейсвіль, 2 випадки завезені з-за кордону. За останню добу на Мальті проведено 3030 тестувань, загалом 166348 з початку пандемії.
21 серпня вранці повідомлено про десятого померлого від коронавірусної хвороби на Мальті: 72-річного чоловіка з хронічними хворобами. виявлено 36 випадків та 52 одужання. За останню добу на Мальті проведено 2445 тестувань, загалом 168793 з початку пандемії.
22 серпня виявлено 31 новий випадок хвороби та 47 одужань. Серед випадків попереднього дня були 8 випадків членів однієї родини, 3 контактували з підтвердженими випадками хвороби, 2 інфікувались на роботі, 1 пов'язаний з кластером Пейсвіль. За останню добу на Мальті проведено 2310 тестувань, загалом 171103 з початку пандемії.
23 серпня виявлено 35 випадків та 33 одужання. Випадки попереднього дня включають 9 випадків членів однієї родини, 3 інфікувались на роботі, 1 контактував із підтвердженим випадком хвороби, 1 пов'язаний з кластером Пейсвіля. За останю добу на Мальті проведено 2173 тестувань, загалом 173276 з початку пандемії.
24 серпня виявлено 55 випадків та 43 одужання. Випадки попереднього дня включають 5 випадків членів однієї сім'ї, 5 контактували з підтвердженими випадками хвороби, 2 інфікувались на роботі, 4 інфікувались на масових заходах, 1 завезений з-за кордону, та 1 пов'язаний з кластером Пейсвіль. За останню добу на Мальті проведено 2194 тестувань, загалом 175470 з початку пандемії.
25 серпня виявлено 38 випадків та 52 одужання. Випадки попереднього дня включають 9 випадків членів однієї родини, 5 контактували з підтвердженими випадками хвороби, 8 випадків інфікувались на роботі, 6 інфікувались на масових заходах, 2 випадки завезено з-за кордону. За останню добу на Мальті проведено 2048 тестувань, загалом 177518 з початку пандемії.
26 серпня виявлено 46 випадків та 48 одужань. Випадки попереднього дня включають 6 випадків членів однієї родини, 2 контактували з підтвердженими випадками хвороби, 5 випадків інфікувались на роботі, 2 інфікувались на масових заходах, 4 випадки завезені з-за кордону. За останню добу на Мальті проведено 2185 тестувань, загалом 179703 з початку пандемії.
27 серпня виявлено 37 випадків та 44 одужань. Випадки попереднього дня включають 18 випадків членів однієї родини, 6 контактували з підтвердженими випадками хвороби, 6 випадків інфікувались на роботі. За останню добу на Мальті проведено 2542 тестувань, загалом 182245 з початку пандемії.
28 серпня виявлено 32 нових випадки хвороби та 65 одужань. За останню добу на Мальті проведено 2109 тестувань, загалом 184354 з початку пандемії.
29 серпня виявлено 27 випадків та 58 одужань. Випадки попереднього дня включають 8 випадків членів однієї сім'ї, 3 контактували з підтвердженими випадками хвороби, 5 випадків інфікувались на роботі, і 2 випадки інфікувались на масових заходах. За останню добу на Мальті проведено 2290 тестувань, загалом 186644 з початку пандемії. У другій половині дня повідомлено, що 86-річна жінка стала одинадцятою жертвою COVID-19 на Мальті.
30 серпня виявлено 15 випадків та 69 випадків одужань. Випадки попереднього дня включали 5 випадків членів однієї родини, 1 був прямим контактував із підтвердженим випадком хвороби, 4 випадки інфікувались на роботі, 2 випадки інфікувались на громадських заходах. За останню добу на Мальті проведено 1909 тестувань, загалом 188553 з початку пандемії. Того ж дня повідомлено, що 86-річний чоловік помер від COVID-19, ставши дванадцятою жертвою хвороби на Мальті.
31 серпня виявлено 21 новий випадок хвороби та 87 нових одужань. Випадки попереднього дня включали 2 випадки членів однієї сім'ї, 2 контактували з підтвердженими випадками хвороби, 4 випадки інфікувались на роботі, 4 випадки інфікувались на громадських заходах. За останню добу в країні проведено 2040 тестувань, загалом 190593.

### Вересень 2020 року
1 вересня виявлено 26 випадків та 53 одужання. Випадки попереднього дня включали 4 випадки членів однієї сім'ї, 1 випадок інфікувався на роботі, 14 були спорадичними випадками, 2 випадки інфікувались на роботі. За останню добу в країні проведено 1916 тестувань, загалом 192509. Того ж дня від COVID-19 помер 89-річним чоловік, який став тринадцятою жертвою хвороби в країні.
2 вересня виявлено 22 нових випадки хвороби та 37 одужань. Випадки попереднього дня, 6 випадків були членами однієї сім'ї, 3 випадки інфікувались на роботі, 1 контактував з підтвердженим випадком хвороби, 1 випадок завезений з-за кордону, та 1 інфікувався на громадському заході. За останню добу в країні проведено 2067 тестувань, загалом 194576.
3 вересня виявлено 34 нових випадки хвороби та 38 одужань. Випадки попереднього дня включають 6 випадків членів однієї сім'ї, 2 випадки інфікувались на роботі, 3 контактували з підтвердженими випадками хвороби. На цей день виявлено 424 інфікованих, за останню добу проведено 2438 тестувань, загалом 197 014.
4 вересня виявлено 19 випадків та 37 одужань. За останню добу проведено 1869 тестувань, загалом 198883.
5 вересня виявлено 30 випадків та 36 одужань. Випадки попереднього дня включають 3 випадки членів однієї сім'ї, 5 випадків інфікувались на роботі, 3 контактували з підтвердженими випадками хвороби. За останню добу проведено 1703 тестувань, загалом 200586. Того ж дня помер 85-річний чоловік, який став чотирнадцятою жертвою COVID-19 у країні.
6 вересня виявлено 25 випадків та 26 одужань. Випадки попереднього дня включають 10 випадків членів однієї сім'ї, 2 випадки інфікувались на роботі, 1 інфікувався на громадському заході, 4 контактували з підтвердженими випадками хвороби. За останню добу проведено 1551 тестувань, загалом 202137 з початку пандемії.
7 вересня виявлено 37 випадків та 63 одужання. Випадки попереднього дня включають 2 випадки членів однієї сім'ї, 3 випадки контактували з підтвердженими випадками хвороби, 2 випадки інфікувались на роботі, 2 випадки інфікувались на громадських заходах, 2 випадки інфікувались на змаганнях з бодібілдингу. За останню добу проведено 1640 тестувань, загалом 203777 з початку пандемії.
8 вересня виявлено 23 нових випадки хвороби та 39 одужань. Випадки попереднього дня включали 3 випадки членів однієї сім'ї, 2 інфікувались на роботі, 2 випадки інфікувались на громадських заходах, 2 випадки інфікувались на змаганнях з бодібілдингу, 2 контактували з підтвердженими випадками хвороби. За останню добу проведено 1364 тестувань, загалом 205151.
9 вересня виявлено 63 нових випадки хвороби та 31 одужання. Випадки попереднього дня включали 5 випадків членів однієї сім'ї, 3 випадки інфікувались на роботі, 1 контактував з підтвердженим випадком хвороби, 1 випадок завезений з-за кордону, 7 випадків зареєстровано в різних будинках для людей похилого віку. За останню добу проведено 2044 тестувань, загалом 207185 з початку пандемії.
10 вересня виявлено 42 нових випадки хвороби та 43 одужання. Випадки попереднього дня включали 18 випадків з будівельної компанії, 5 випадків були членами однієї сім'ї, 3 випадки інфікувались на роботі, 1 контактував з підтвердженим випадком хвороби, 2 випадки завезені з-за кордону, 10 випадків зареєстровано в різних будинках для людей похилого віку. За останню добу проведено 1957 тестувань, загалом 209142 з початку пандемії. Того самого дня помер 80-річний чоловік, який став 15-ю жертвою COVID-19 на Мальті.
11 вересня виявлено 43 нових випадки хвороби та 30 одужань. На той день виявлено 399 активних випадки хвороби, за останню добу проведено 2094 тестувань, загалом 211236 з початку пандемії.
12 вересня виявлено 27 випадків та 17 одужань. Випадки попереднього дня включали 6 випадків членів однієї сім'ї, 3 випадки інфікувались на роботі, 1 контактував з підтвердженим випадком хвороби, 1 випадок пов'язаний з кластером Пейсвіля, 13 випадків зареєстровані в будинках для літніх осіб. Цього дня тут було 409 активних випадків, за останню добу проведено 1647 тестувань, загалом 212 883 з початку пандемії.
13 вересня виявлено 78 випадків та 22 одужання. 24 випадки — це мешканці та співробітники будинку для літніх людей Сент-Джозеф із Фгури. Причина решти випадків ще встановлювались. З випадків попереднього дня 5 випадків були членами однієї сім'ї, 2 випадки інфікувались на роботі, 1 контактував з підтвердженим випадком хвороби, 1 випадок інфікувався на громадському заході, та 8 випадків з будинку Сент-Джозеф у Фгурі. Цього дня тут було 465 активних випадків хвороби, проведено 2407 тестувань, загалом 215290 з початку пандемії.
14 вересня виявлено 53 нових випадки хвороби та 18 одужань. Серед випадків попереднього дня 16 випадків були членами однієї сім'ї, 2 випадки інфікувались на роботі, 2 контактували з підтвердженими випадками хвороби, 2 випадки завезені з-за кордону, 2 випадки пов'язані із змаганням з бодібілдингу, і, крім 24 випадків з будинку Сент-Джозеф у Фгурі, про які повідомляли попереднього дня, ще 2 випадки зареєстровані в будинках для осіб похилого віку. На той день у країні було 499 інфікованих. За останню добу проведено 1736 тестувань, загалом 217026. Того самого дня 86-річна жінка стала 16-ю померлою від COVID-19 на Мальті.
15 вересня виявлено 49 випадків та 41 одужання. Серед випадків попереднього дня 14 випадків були членами однієї сім'ї, 1 інфікувався на роботі, 1 контактував з підтвердженим випадком хвороби, 2 завезені з-за кордону, та 3 інфікувалися на громадських заходах. Цього дня тут було 507 активних випадків хвороби, проведено 1666 тестувань, загалом 218692.
16 вересня виявлено 106 випадків та 22 одужання. На той день це був найвищий показник кількості випадків за день. Серед випадків попереднього дня 10 були членами однієї сім'ї, 5 випадків інфікувались на роботі, 2 контактували з підтвердженими випадками хвороби, 3 випадки з кластеру Сент-Джозеф, і 15 були з кластеру будинку для літніх людей Каса-Антонія. На той день на Мальті був 591 активний випадок хвороби. За останню добу проведено 2470 тестувань, загалом 221162.
17 вересня виявлено 35 випадків та 22 одужання. Серед випадків попереднього дня 20 були членами однієї сім'ї, 2 контактували з підтвердженими випадками хвороби, 51 випадки з кластеру Сент-Джозеф, 3 з кластеру Каса-Антонія, та 2 випадки завезені з-за кордону. За останню добу проведено 2536 тестувань, загалом 223698. На той день виявлено 601 активний випадок хвороби. Загальна кількість активних випадків перевищила 600 вперше з 28 серпня.
18 вересня виявлено 39 випадків та 18 одужань. На той день на Мальті був 621 активний випадок хвороби, за останню добу проведено 2632 тестувань, загалом 223330 з початку пандемії. Того самого дня 91-річна жінка стала 17-ю померлою від COVID-19 на Мальті.
19 вересня виявлено 65 випадків та 21 одужання. Серед випадків попереднього дня 10 випадків були членами однієї сім'ї, 1 інфікувався на роботі, 3 контактували з підтвердженими випадками хвороби, 3 пов'язані з кластером Сент-Джозеф, 1 пов'язаний з кластером Каса-Антонія, 1 інфікувався на громадському заході. Цього дня тут було 663 інфікованих. За останню добу проведено 2922 тестувань, загалом 229252. За добу від COVID-19 померли 71-річна жінка, 86-річна жінка та 85-річний чоловік, які стали 18-ю, 19-ю та 20-тим померлими від коронавірусної хвороби на Мальті.
20 вересня виявлено 32 нових випадки хвороби та 30 одужань. Серед випадків попереднього дня 19 були членами однієї сім'ї, 4 інфікувались на роботі, 2 контактували з підтвердженими випадками хвороби, 1 пов'язаний з кластером Сент-Джозеф, та 4 пов'язані з кластером Каса-Антонія. Цього дня тут було 664 інфікованих. За добу проведено 2196 тестувань, загалом 231448. Пізніше того дня 86-річний чоловік помер у будинку для людей похилого віку, ставши 21-м померлим від коронавірусної хвороби в країні.
21 вересня виявлено 45 випадків та 32 одужання. Серед випадків попереднього дня 8 були членами однієї сім'ї, 4 випадки інфікувались на роботі, 2 контактували з підтвердженими випадками хвороби, 1 пов'язаний з кластером Сент-Джозеф, 1 пов'язаний з кластером Каса-Антонія, та 2 випадки інфікувались на громадських заходах. На той день виявлено 676 інфікованих. За останню добу проведено 1783 тестувань, загалом 233231 з початку пандемії. Того ранку в будинку для людей похилого віку помер 98-річний чоловік, який став 22-ю жертвою коронавірусної хвороби в країні. Пізніше того ж дня помер 83-річний чоловік, який став 23-ю жертвою хвороби в країні.
22 вересня виявлено 38 випадків та 34 одужання. Серед випадків попереднього дня 8 були членами однієї сім'ї, 2 інфікувались на роботі, 1 контактував з підтвердженим випадком хвороби, 15 пов'язані з кластером Сент-Джозеф, 3 пов'язані з мистецтвом та індустрією розваг, та 2 інфікувались на громадських заходах. Увечері місцеві новини повідомили, що помер 86-річний чоловік, який став 24-ю жертвою хвороби в країні. Цього дня тут було 678 інфікованих. За останню добу проведено 2409 тестувань, загалом 235640 з початку пандемії.
23 вересня виявлено 42 нових випадки хвороби та 60 одужань. Серед випадків попереднього дня 11 були членами однієї сім'ї, 5 інфікувались на роботі, 3 контактували з підтвердженими випадками хвороби, 2 пов'язані з кластером Сент-Джозеф, 2 пов'язані з кластером Каса-Антонія, 1 випадок завезений з-за кордону, 1 інфікувався на громадському заході. На той день виявлено 658 інфікованих. За останню добу проведено 2444 тестувань, загалом 238084 з початку пандемії. Вранці місцеві новини повідомили, що помер 84-річний чоловік, ставши 25-ю жертвою коронавірусної хвороби в країні.
24 вересня виявлено 42 нових випадки хвороби та 18 одужань. Серед випадків попереднього дня 13 були членами однієї сім'ї, 2 інфікувались на роботі, 3 контактували з підтвердженими випадками хвороби, 2 інфікувались на громадських заходах. Цього дня тут було 680 інфікованих. За останню добу проведено 2303 тестувань, загалом 240387. Вранці місцеві новини повідомили, що від COVID-19 померли двоє людей похилого віку, які мешкали в будинках для осіб похилого віку, 91-річний чоловік та 73-річна жінка, які померли в ніч на середу, внаслідок чого кількість померлих від коронавірусної хвороби на Мальті зросла 27. 91-річний чоловік проживав у будинку Каса-Антонія в Бальцані, 74-річна жінка була мешканкою будинку Сент-Джозеф у Фгурі.
25 вересня виявлено 31 новий випадок хвороби та 70 одужань. На той день Мальті було 639 інфікованих. За останню добу проведено 2545 тестувань, загалом 242932. Вранці місцеві новини повідомили, що двоє людей похилого віку померли від COVID-19. Це були 78-річна жінка, яка померла в ніч на четвер, та 90-річний чоловік, який помер у п'ятницю вранці, які мали хронічні хвороби, внаслідок чого кількість померлих від коронавірусної хвороби на Мальті зросла до 29.
26 вересня виявлено 29 випадків та 43 одужання. Серед випадків попереднього дня 6 були членами однієї сім'ї, 2 контактували з підтвердженими випадками хвороби, 1 інфікувався на громадському заході, 1 випадок завезений з-за кордону, і 3 випадки були з дому для людей похилого віку Сан-Паоло. Цього дня тут було 623 інфікованих. За останню добу проведено 2096 тестувань, загалом 245028. Вранці того дня повідомлено, що 94-річна жінка та 92-річна жінка, мешканки будинків для літніх людей, стали 30-ю та 31-ю померлими від COVID-19 у країні.
27 вересня виявлено 21 новий випадок хвороби та 54 одужання. Серед випадків попереднього дня 8 були членами однієї сім'ї, 1 інфікувався на громадському заході, 2 випадки завезені з-за кордону, і 1 випадок інфікувався на роботі. Цього дня тут було зареєстровано 590 інфікованих. За останню добу проведено 2326 тестувань, загалом 247354.
28 вересня виявлено 27 випадків та 41 одужання. Серед випадків попереднього дня 4 були членами однієї сім'ї, 2 контактували з підтвердженими випадками хвороби, і 3 випадки пов'язані з кластером Сент-Джозеф. Цього дня тут було 575 випадків хвороби. За останню добу проведено 2302 тестувань, загалом 249656. Вранці місцеві новини повідомили, що цього дня померли 91-річна та 82-річна жінки, ставши 32-ю та 33-ю померлими від коронавірусної хвороби в країні.
29 вересня виявлено 29 випадків та 85 одужань. Серед випадків попереднього дня 7 були членами однієї сім'ї, 1 контактував з підтвердженим випадком хвороби, 1 випадок пов'язаний з кластером Сент-Джозеф, 2 випадки завезені з-за кордону, 2 випадки інфікувались на роботі, 1 випадок пов'язаний з кластером Пейсвіль, та 1 випадок інфікувався на громадському заході. Цього дня тут було 517 інфікованих. За останню добу проведено 2116 тестувань, загалом 251772. Вранці місцеві новини повідомили, що померла 79-річна жінка, ставши 34-ю жертвою коронавірусної хвороби в країні.
30 вересня виявлено 23 нових випадки хвороби та 78 одужань. Серед випадків попереднього дня 7 були членами однієї сім'ї, 2 контактували з підтвердженими випадками хвороби, 1 пов'язаний з кластером Сент-Джозеф, 2 випадки завезені з-за кордону, 1 випадок інфікувався на роботі, 1 випадок пов'язаний з кластером Пейсвіль, та 3 випадки інфікувались на громадських заходах. Цього дня тут було 462 інфікованих. За останню добу проведено 2211 тестувань, загалом 253983. У другій половині дня місцеві новини повідомили, що в лікарні Сент-Томас 85-річний чоловік помер, ставши 35-ю жертвою коронавірусної хвороби.

### Жовтень 2020 року
1 жовтня виявлено 37 випадків та 43 одужання. Серед випадків попереднього дня 3 були членами однієї сім'ї, 3 контактували з підтвердженими випадками хвороби, 3 випадки пов'язані з кластером Сент-Джозеф, 2 випадки завезені з-за кордону, 1 випадок інфікувався на роботі, 1 випадок пов'язаний з кластером Пейсвіль, та 2 випадки інфікувались на громадських заходах. Цього дня тут було 455 інфікованих. За останню добу проведено 2574 тестувань, загалом 256557.
2 жовтня виявлено 44 нових випадки хвороби та 63 одужання. Цього дня тут було 433 активних випадки хвороби. За останню добу проведено 2252 тестувань, загалом 258809. За останню добу в країні померли 90-річний, 85-річний та 78-річний чоловіки, які стали 36-ю, 37-ю та 38-ю жертвами коронавірусної хвороби в країні.
3 жовтня виявлено 65 випадків та 43 одужання. Серед випадків попереднього дня 10 були членами однієї сім'ї, 2 контактували з підтвердженими випадками хвороби, 7 випадків інфікувались на роботі, та 2 випадки завезені з-за кордону. На той день виявлено 455 інфікованих. За останню добу проведено 2108 тестувань, загалом 260917. Цього дня повідомлено про смерть 70-річного чоловіка, який став 39-ю жертвою коронавірусної хвороби в країні.
4 жовтня виявлено 66 випадків та 47 одужань. Серед випадків попереднього дня 15 були членами однієї сім'ї, 5 контактували з підтвердженими випадками хвороби, 13 випадків інфікувались на роботі, 2 випадки завезені з-за кордону, та 4 випадки інфікувались на громадських заходах. Цього дня тут було 473 інфікованих. За останню добу проведено 2537 тестувань, загалом 263454.
5 жовтня виявлено 57 випадків та 12 одужань. Серед випадків попереднього дня 6 були членами однієї сім'ї, 5 контактували з підтвердженими випадками хвороби, 2 випадки інфікувались на роботі, 1 випадок завезений з-за кордону,, 1 випадок пов'язаний з кластером Пейсвіль, 7 випадків пов'язані з кластером Сент-Вінсент ДеПаула, 7 випадків були вихователями, а 1 був студентом. На той день на Мальта було 518 інфікованих. За останню добу проведено 2176 тестувань, загалом 265630 з початку пандемії.
6 жовтня виявлено 47 випадків та 42 одужання. Серед випадків попереднього дня 28 були членами однієї сім'ї, 1 контактував з підтвердженим випадком хвороби, 3 випадки інфікувались на роботі, 2 випадки пов'язані з кластером Пейсвіля, і 1 випадок інфікувався на громадському заході. Цього дня тут було 522 інфікованих. За останню добу проведено 1961 тестування, загалом 267591. Також повідомлено, що 90-річна жінка померла, ставши 40-ю жертвою коронавірусної хвороби в країні.
7 жовтня виявлено 68 випадків та 53 одужання. Серед випадків попереднього дня 12 осіб були членами однієї сім'ї, 8 випадків інфікувались на роботі, та 12 випадків інфікувались на громадських заходах. Цього дня тут було 536 інфікованих. За останню добу проведено 2497 тестувань, загалом 270088. Також повідомлено, що померла 96-річна жінка, ставши 41-ю жертвою коронавірусної хвороби в країні.
8 жовтня виявлено 64 нових випадки хвороби та 19 одужань. Серед випадків попереднього дня 15 були членами однієї сім'ї, 3 випадки інфікувались на роботі, 7 контактували з підтвердженими випадками хвороби, 1 випадок інфікувався на громадському заході, 2 випадки пов'язані з кластером Пейсвіля, та 2 випадки завезені з-за кордону. На той день на Мальті був 581 активний випадок хвороби. За останню добу в країні проведено 2491 тестувань, загалом 272579 з початку пандемії.
9 жовтня виявлено 75 випадків та 31 одужання. Цього дня тут було 625 інфікованих. За останню добу проведено 2732 тестувань, загалом 275311 з початку пандемії.
10 жовтня виявлено 100 випадків та 22 одужання. Серед випадків попереднього дня 19 були членами однієї сім'ї, 2 випадки інфікувались на роботі, 6 випадків контактували з підтвердженими випадками хвороби, 1 випадок завезений з-за кордону. Цього дня тут було 703 активних випадки хвороби. За останню добу проведено 2315 тестувань, загалом 277626 з початку пандемії.
11 жовтня виявлено 95 випадків та 30 одужань. Серед випадків попереднього дня 31 був членом однієї сім'ї, 9 випадків інфікувались на роботі, 5 контактували з підтвердженими випадками хвороби, та 2 випадки інфікувались на громадських заходах. Цього дня тут було 768 інфікованих. За останню добу проведено 2529 тестувань, загалом 280155 з початку пандемії. Також повідомлено, що помер 67-річний чоловік, який став 42-ю жертвою коронавірусної хвороби в країні.
12 жовтня виявлено 68 випадків та 14 одужань. Серед випадків попереднього дня 22 були членами однієї сім'ї, 11 випадків інфікувались на роботі, 2 випадки завезені з-за кордону, 1 випадок пов'язаний з кластером Пейсвіля, 1 контактував з підтвердженим випадком хвороби, і 1 випадок інфікувався на громадському заході. Цього дня тут було 820 інфікованих. За останню добу проведено 1940 тестувань, загалом 282095. Також повідомлено, що помер ще один 67-річний чоловік, який став 43-ю жертвою коронавірусної хвороби в країні.
13 жовтня виявлено 93 нових випадки хвороби та 31 одужання. Серед випадків попереднього дня 25 були членами однієї сім'ї, 4 випадки інфікувались на роботі, 2 контактували з підтвердженими випадками хвороби, та 1 випадок завезений з-за кордону. На той день на Мальті був 881 активний випадок хвороби. За останню добу проведено 2257 тестувань, загалом 284352. Повідомлено, що помер 71-річний чоловік, який став 44-ю жертвою коронавірусної хвороби в країні.
14 жовтня виявлено 111 випадків та 52 одужань. Серед випадків попереднього дня 30 були членами однієї сім'ї, 6 випадків інфікувались на роботі, та 1 випадок пов'язаний з кластером Пейсвіля. Цього дня тут було 940 інфікованих. За останню добу проведено 2761 тестувань, загалом 287113 з початку пандемії. Повідомлено, що помер 59-річний чоловік, який став 45-ю жертвою коронавірусної хвороби в країні.
15 жовтня виявлено 112 випадків та 42 одужання. Серед випадків попереднього дня 28 були членами однієї сім'ї, 2 справи інфікувались на роботі, 2 випадки пов'язані з кластером Пейсвіля, 5 випадків контактували з підтвердженими випадками хвороби, 1 випадок завезений з-за кордону. Цього дня тут було 1009 інфікованих. За останню добу проведено 2481 тестувань, загалом 289594.
16 жовтня виявлено 122 нових випадки хвороби та 36 одужань. Цього дня тут було 1095 інфікованих. За останню добу проведено 2882 тестувань, загалом 292476.
17 жовтня виявлено 204 нових випадки хвороби та 42 одужання. Серед випадків попереднього дня 32 були членами однієї сім'ї, 6 інфікувались на роботі, 5 випадків пов'язані з кластером Пейсвіля, 7 випадків контактували з підтвердженими випадками хвороби, а 2 випадки завезені з-за кордону. Цього дня тут було 1257 інфікованих. За останню добу проведено 2885 тестів мазків, загалом 295381.
18 жовтня виявлено 142 нових випадки хвороби та 52 одужання. Серед випадків попереднього дня 46 були членами однієї сім'ї, 18 випадків інфікувались на роботі, 3 випадки пов'язані з кластером Пейсвіля, 9 випадків контактували з підтвердженими випадками хвороби, та 4 випадки інфікувались на громадських заходах. Цього дня тут було 1347 інфікованих. За останню добу проведено 2404 тестувань, загалом 297765 з початку пандемії.
19 жовтня виявлено 109 випадків та 6 одужань. Серед випадків попереднього дня 40 були членами однієї сім'ї, 17 випадків інфікувались на роботі, 7 випадків контактували з підтвердженими випадками хвороби, 6 випадків інфікувались на громадських заходах, та 2 випадки завезені з-за кордону. Цього дня тут було 1450 інфікованих. За останню добу проведено 2561 дослідження мазка, загалом 300326.
20 жовтня виявлено 134 нових випадки хвороби та 40 одужань. Серед випадків попереднього дня 36 були членами однієї сім'ї, 6 випадків інфікувались на роботі, 10 випадків контактували з підтвердженими випадками хвороби, 6 випадків інфікувались на громадських заходах, 3 випадки завезені з-за кордону, та 2 випадки пов'язані з кластером Пейсвіля. Цього дня тут було 1543 інфікованих. За останню добу проведено 2690 тестувань, загалом 303016 з початку пандемії. Вранці того дня повідомлено, що померла 72-річна жінка, яка стала 46-ю жертвою коронавірусної хвороби в країні.
21 жовтня виявлено 155 випадків та 49 одужань. Серед випадків попереднього дня 20 були членами однієї сім'ї, 8 інфікувались на роботі, 12 випадків контактували з підтвердженими випадками хвороби, 14 випадків інфікувались на громадських заходах, та 2 випадки завезені з-за кордону. Цього дня тут було 1649 інфікованих. За останню добу проведено 2823 тестувань, загалом 305839 з початку пандемії. У другій половині дня повідомлено, що помер 67-річний чоловік, який став 47-ю жертвою коронавірусної хвороби в країні.
22 жовтня виявлено 111 випадків та 53 одужань. Серед випадків попереднього дня 14 були членами однієї сім'ї, 10 випадків інфікувалися на роботі, 13 випадків контактували з підтвердженими випадками хвороби, 1 інфікувався на громадському заході, 2 випадки завезені з-за кордону. Цього дня тут було 1704 активних випадки хвороби. За останню добу проведено 2951 тестувань, загалом 308790. Вранці повідомлено, що померли 72-річна жінка та 82-річний чоловік, які стали 48-ю та 49-ю жертвами хвороби в країні.
23 жовтня виявлено 121 новий випадок хвороби та 55 одужань. Цього дня тут було 1770 інфікованих. За останню добу проведено 2685 тестувань, загалом 311475 з початку пандемії.
24 жовтня виявлено 115 випадків та 39 одужань. Серед випадків попереднього дня 43 були членами однієї сім'ї, 12 випадків інфікувались на роботі, 4 випадки контактували з підтвердженими випадками хвороби, 1 випадок інфікувався на громадському заході, 3 випадки пов'язані з кластером Пейсвіля, та 4 випадки завезені з-за кордону. Цього дня тут було 1845 інфікованих. За останню добу проведено 3144 тестувань, загалом 314619 з початку пандемії. Вранці повідомлено, що помер 77-річний чоловік, який став 50-ю жертвою коронавірусної хвороби в країні.
25 жовтня виявлено 125 випадків та 89 одужань. Серед випадків попереднього дня 46 були членами однієї сім'ї, 6 випадків інфікувались на роботі, 2 випадки контактували з підтвердженими випадками хвороби, 1 пов'язаний з кластером Пейсвіля, та 1 випадок завезений з-за кордону. Цього дня тут було 1880 інфікованих. За останню добу проведено 3285 тестувань, загалом 317904. Повідомлено, що померли 82-річний та 75-річний чоловіки, які стали 51-ю та 52-ю жертвою хвороби в країні.
26 жовтня виявлено 80 випадків та 63 одужання. Серед випадків попереднього дня 31 були членами однієї родини, 8 випадків інфікувались на роботі, 8 випадків контактували з підтвердженими випадками хвороби, 3 випадки інфікувались на громадських заходах, 1 випадок пов'язаний з кластером Пейсвіля, та 2 випадки завезені з-за кордону. Цього дня тут було 1895 інфікованих. За останню добу проведено 2811 тестувань, загалом 320715 з початку пандемії. Вранці повідомлено, що помер 73-річний чоловік, який став 53-ю жертвою хвороби в країні.
27 жовтня виявлено 107 випадків та 85 одужань. Серед випадків попереднього дня 9 були членами однієї сім'ї, 5 випадків інфікувались на роботі, 5 випадків контактували з підтвердженими випадками хвороби, 2 випадки завезені з-за кордону, та 3 випадки інфікувались на громадських заходах. Цього дня тут було 1915 інфікованих. За останню добу проведено 2919 тестувань, загалом 323634 з початку пандемії. Вранці повідомлено, що померли 70-річний чоловік та 88-річна жінка, які стали 54-ю та 55-ю жертвами хвороби в країні.
28 жовтня виявлено 75 випадків та 74 одужання. Серед випадків попереднього дня 11 були членами однієї сім'ї, 4 випадки інфікувались на роботі, 8 випадків контактували з підтвердженими випадками хвороби, 1 випадок завезений з-за кордону, та 6 випадків інфікувались на громадських заходах. Цього дня тут було 1915 інфікованих. За останню добу проведено 2946 тестувань, загалом 326580 з початку пандемії. Цього дня повідомлено, що померли 89-річна жінка та 91-річний чоловік, які стали 56-ю та 57-ю жертвою хвороби в країні.
29 жовтня виявлено 106 випадків та 91 одужання. Серед випадків попереднього дня 21 були членами однієї родини, 22 свипадки інфікувались на роботі, 7 випадків контактували з підтвердженими випадками хвороби, 2 випадки завезені з-за кордону, та 2 випадки інфікувались на громадських заходах. Цього дня тут було 1927 інфікованих. За останню добу проведено 2966 тестувань, загалом 329546 з початку пандемії. Повідомлено, що того дня померли 82-річний чоловік, 66-річний чоловік загинули, пізніше того ж дня помер 76-річний священник Ліно Кардона, який також був викладачем в коледжі Святого Алойсія, який став 60-ю жертвою хвороби в країні.
30 жовтня виявлено 76 випадків та 110 одужань. Цього дня тут було зареєстровано 1891 інфікованих. За останню добу проведено 3075 тестувань, загалом 332621 з початку пандемії. Вранці повідомлено, що помер 68-річний чоловік, який став 61-ю жертвою хвороби в країні.
31 жовтня виявлено 100 випадків та 165 одужань. Серед випадків попереднього дня 20 були членами однієї сім'ї, 25 випадків інфікувались на роботі, та 10 випадків контактували з підтвердженими випадками хвороби. Цього дня тут було 1825 інфікованих. За останню добу проведено 3698 тестувань, загалом 336319. Вранці повідомлено, що померла 80-річна жінка, яка стала 62-ю жертвою хвороби в країні.

### Листопад 2020 року
1 листопада виявлено 140 випадків та 131 одужання. Серед випадків попереднього дня 7 були членами однієї сім'ї, 18 випадків інфікувались на роботі, 5 випадків контактували з підтвердженими випадками хвороби, 3 випадки завезені з-за кордону, та 3 випадки інфікувались на громадських заходах. Цього дня тут було зареєстровано 1832 активних випадки хвороби. За останню добу проведено 3414 тестувань, загалом 339733 з початку пандемії. Вранці повідомлено, що померли 80-річний священник-єзуїт Едвард Мерсієка та 91-річна жінка, які стали 63-ю та 64-ю жертвами хвороби в країні.
2 листопада виявлено 218 випадків (новий рекордний показник кількості випадків за добу) та 111 одужань. Серед випадків попереднього дня 11 були членами однієї сім'ї, 12 випадків інфікувались на роботі, 8 випадків контактували з підтвердженими випадками хвороби, 2 випадки завезені з-за кордону, та 5 випадків інфікувались на громадських заходах. Цього дня тут було 1937 інфікованих. За останню добу проведено 3557 тестувань, загалом 343290 з початку пандемії.
3 листопада виявлено 106 випадків та 108 одужань. Серед випадків попереднього дня 23 були членами однієї сім'ї, 10 випадків інфікувались на роботі, 2 випадки контактували з підтвердженими випадками хвороби, 1 випадок завезений з-за кордону, і 2 випадки інфікувались на громадських заходах. Цього дня тут було 1937 інфікованих. За останню добу проведено 2816 тестувань, загалом 346106 з початку пандемії. Увечері повідомлено, що помер 82-річний чоловік, який став 65-ю жертвою хвороби в країні.
4 листопада виявлено 84 нові випадки хвороби та 167 одужань. Серед випадків попереднього дня 16 були членами однієї сім'ї, 4 випадки інфікувались на роботі, 7 випадків контактували з підтвердженими випадками хвороби, 2 випадки завезені з-за кордону, та 1 випадок інфікувався на громадському заході. Цього дня тут було зареєстровано 1853 активних випадки хвороби. За останню добу проведено 3044 тестувань, загалом 349150 з початку пандемії. У другій половині дня повідомлено, що померли 87-річний чоловік, 83-річний чоловік, 63-річний чоловік та 86-річний священник-єзуїт Роббі Вірт, які стали 66-ю, 67-ю, 68-ю та 69-ю жертвами хвороби в країні.
5 листопада виявлено 174 нові випадки хвороби та 93 одужання. Серед випадків попереднього дня 13 були членами однієї сім'ї, 11 випадків інфікувались на роботі, 3 випадки завезені з-за кордону, та 2 випадки інфікувались на громадських заходах. Цього дня тут було 1928 інфікованих. За останню добу проведено 2842 тестувань, загалом 351992 з початку пандемії. Протягом дня повідомлено, що померли 75-річний та 54-річний чоловіки, які стали 70-ю і 71-ю жертвами хвороби в країні.
6 листопада виявлено 129 випадків та 67 одужань. Цього дня тут було 1988 інфікованих. За останню добу проведено 3523 тестувань, загалом 355515 з початку пандемії. Протягом дня повідомлено, що померли 75-річний та 59-річний чоловіки, та 90-річна жінка, кількість померлих у країні зросла до 74.
7 листопада виявлено 146 випадків та 168 одужань. Серед випадків попереднього дня 19 були членами однієї сім'ї, 17 випадків інфікувались на роботі, 11 випадків контактували з підтвердженими випадками хвороби, та 7 випадків інфікувались на громадських заходах. Цього дня тут було 1965 інфікованих. За останню добу проведено 2941 тестувань, загалом 358456 з початку пандемії. У другій половині дня повідомлено, що помер 92-річний чоловік, який став 75-ю жертвою хвороби в країні.
8 листопада виявлено 102 нових випадки хвороби та 103 одужання. Серед випадків попереднього дня 32 були членами однієї сім'ї, 5 інфікувались на роботі, 2 випадки контактували з підтвердженими випадками хвороби, та 2 випадки інфікувались на громадських заходах. Цього дня тут було 1962 інфікованих. За останню добу проведено 2942 тестувань, загалом 361298 з початку пандемії. Протягом дня померли 91-річна жінка, 79-річний та 71-річний чоловік, унаслідок чого кількість померлих у країні зросла до 78.
9 листопада виявлено 102 нових випадки хвороби та 82 одужання. Серед випадків попереднього дня 9 були членами однієї сім'ї, 12 випадків інфікувались на роботі, 4 випадки контактували з підтвердженими випадками хвороби, і 1 випадок інфікувалась на громадському заході. Цього дня тут було 1980 інфікованих. За останню добу проведено 2851 тестувань, загалом 364249. Увечері повідомлено, що померли 79-річний, 87-річний та 75-річний чоловіки, кількість померлих у країні зросла до 81.
10 листопада виявлено 153 нових випадки хвороби та 89 одужань. Серед випадків попереднього дня 15 були членами однієї сім'ї, 2 випадки інфікувались на роботі, 6 випадків контактували з підтвердженими випадками хвороби, 2 випадки інфікувались на громадських заходах, а 4 випадки завезені з-за кордону. Цього дня тут було 2041 інфікованих. За останню добу проведено 3296 тестувань, загалом 367545 з початку пандемії. Увечері повідомлено, що померли 74-річний, 61-річний, 83-річний і 99-річний чоловіки, кількість померлих у країні зросла до 85.
11 листопада виявлено 141 новий випадок хвороби та 97 одужань. Серед випадків попереднього дня 10 були членами однієї сім'ї, 6 випадків інфікувались на роботі, та 5 випадків інфікувались на громадських заходах. На той день на Мальті був 2081 активний випадок хвороби. За останню добу проведено 3014 тестувань, загалом 370559. Увечері повідомлено, що померли 81-річний, 77-річний і 87-річний чоловіки, кількість померлих у країні зросла до 88.
12 листопада виявлено 109 випадків та 108 одужань. Серед випадків попереднього дня 14 були членами однієї сім'ї, 3 випадки інфікувались на роботі, та 5 випадків контактували з підтвердженими випадками хвороби. Цього дня тут було 2079 інфікованих. За останню добу проведено 3460 тестувань, загалом 374019 з початку пандемії. Увечері повідомлено, що померли 82-річний і 78-річний чоловіки, кількість померлих у країні зросла до 90.
13 листопада виявлено 150 випадків та 101 одужання. Цього дня тут було 2124 активних випадки хвороби. За останню добу проведено 3035 тестувань, загалом 377054 з початку пандемії. Протягом дня повідомлено про смерть 5 хворих, у тому числі 46-річного мера міста Кормі Ренальда Фальзона, загальна кількість померлих у країні зросла до 95.
14 листопада виявлено 121 новий випадок хвороби та 122 одужання. Серед випадків попереднього дня 25 були членами однієї сім'ї, 9 випадків інфікувались на роботі, та 5 випадків контактували з підтвердженими випадками хвороби. Цього дня тут було зареєстровано 2120 інфікованих. За останню добу проведено 2955 тестувань, загалом 380009 з початку пандемії. Увечері повідомлено, що померли 79-річна та 88-річна жінки, кількість померлих у країні зросла до 97.
15 листопада виявлено 117 випадків та 63 одужання. Серед випадків попереднього дня 19 були членами однієї сім'ї, 2 випадки інфікувались на роботі, 2 випадки контактували з підтвердженими випадками хвороби, а 1 випадок завезений з-за кордону. Цього дня тут було 2172 активних випадки хвороби. Проведено 3120 тестувань, загалом 383129 з початку пандемії. Увечері повідомлено, що помер 64-річний чоловік, який став 98-ю жертвою хвороби в країні.
16 листопада виявлено 103 нових випадки хвороби та 123 одужання. Серед випадків попереднього дня 14 були членами однієї сім'ї, 8 випадків інфікувались на роботі, 3 випадки контактували з підтвердженими випадками хвороби, а 2 випадки завезені з-за кордону. На той день на Мальті був 2151 активний випадок хвороби. Проведено 3189 тестувань, загалом 386318 з початку пандемії. Увечері повідомлено, що померли 78-річний, 87-річний і 79-річний чоловіки, кількість померлих у країні зросла до 101.
17 листопада виявлено 110 випадків та 161 одужання. Серед випадків попереднього дня 26 були членами однієї сім'ї, 9 випадків інфікувались на роботі, 4 випадки контактували з підтвердженими випадками хвороби, та 2 випадки інфікувались на громадських заходах. Цього дня тут було 2097 інфікованих. За останню добу проведено 2345 тестувань, загалом 388663. Увечері повідомлено, що померли 83-річний чоловік та 70-річна жінка, кількість померлих у країні зросла до 103.
18 листопада виявлено 173 нові випадки хвороби та 135 одужань. Серед випадків попереднього дня 32 були членами однієї сім'ї, 14 випадків інфікувались на роботі, 6 випадків контактували з підтвердженими випадками хвороби, та 2 випадки інфікувались на громадських заходах. Цього дня тут було 2133 інфікованих. За останню добу проведено 3380 тестувань, загалом 392043. Увечері повідомлено, що помер 74-річний чоловік, який став 104-ю жертвою хвороби в країні.
19 листопада виявлено 140 випадків та 117 одужань. Серед випадків попереднього дня 22 були членами однієї сім'ї, 18 випадків інфікувались на роботі, та 14 випадків контактували з підтвердженими випадками хвороби. Цього дня тут було 2155 інфікованих. За останню добу проведено 3093 тестувань, загалом 395136 з початку пандемії. Увечері повідомлено, що померли 75-річний та 73-річний чоловіки, кількість померлих у країні зросла до 106.
20 листопада виявлено 121 новий випадок хвороби та 105 одужань. Цього дня тут було 2167 інфікованих. Проведено 3377 тестувань, загалом 398513 з початку пандемії. У другій половині дня повідомлено, що померли 86-річна та 75-річна жінки, кількість померлих у країні зросла до 108.
21 листопада виявлено 141 новий випадок хвороби та 159 одужань. Серед випадків попереднього дня 20 були членами однієї сім'ї, 21 випадок інфікувався на роботі, та 11 випадків контактували з підтвердженими випадками хвороби. Цього дня тут було 2146 інфікованих. Проведено 3391 тестувань, загалом 401904 з початку пандемії. Вранці повідомлено, що померли 80-річний і 70-річний чоловіки, та 82-річна жінка, кількість померлих у країні зросла до 111.
22 листопада виявлено 102 нових випадки хвороби та 89 одужань. Серед випадків попереднього дня 31 були членами однієї сім'ї, 14 інфікувались на роботі, та 8 контактували з підтвердженими випадками хвороби. Цього дня тут було 2159 інфікованих. Проведено 3221 тестувань, загалом 405125 з початку пандемії. Увечері повідомлено, що померли 98-річний та 67-річний чоловіки, кількість померлих у країні зросла до 113.
23 листопада виявлено 80 випадків та 117 одужань. Серед випадків попереднього дня 25 були членами однієї сім'ї, 3 випадки інфікувались на роботі, та 10 випадків контактували з підтвердженими випадками хвороби. Цього дня тут було 2060 інфікованих. За останню добу проведено 2192 тестувань, загалом 407317 з початку пандемії. У другій половині дня повідомлено, що померли 94-річна та 71-річна жінки, а також 75-річний та 80-річний чоловіки, кількість померлих у країні зросла до 117.
24 листопада виявлено 133 нових випадки хвороби та 107 одужань. Серед випадків попереднього дня 16 були членами однієї сім'ї, 5 випадків інфікувались на роботі, 3 випадки контактували з підтвердженими випадками хвороби, і 1 випадок інфікувався на громадському заході. Цього дня тут було 2082 активних випадки хвороби. За останню добу проведено 2664 тестувань, загалом 409981. У другій половині дня повідомлено, що померли 76-річний, 82-річний, 88-річний і 83-річний чоловіки, та 75-річна жінка, кількість померлих у країні зросла до 122.
25 листопада виявлено 116 випадків та 124 одужання. Серед випадків попереднього дня 25 були членами однієї сім'ї, 4 випадки інфікувались на роботі, 5 випадків контактували з підтвердженими випадками хвороби, та 3 випадки інфікувались на громадських заходах. На момент написання статті на Мальті було зареєстровано 2069 справ. Було проведено 3030 тестів мазків, загалом 413011 з початку пандемії. У другій половині дня повідомлено, що померли 70-річний, 87-річний та 67-річний чоловіки, кількість померлих у країні зросла до 125.
26 листопада виявлено 152 нових випадки хвороби та 103 одужання. Серед випадків попереднього дня 23 були членами однієї сім'ї, 5 випадків інфікувались на роботі, 4 випадки контактували з підтвердженими випадками хвороби, та 2 випадки інфікувались на громадських заходах. Цього дня тут було 2115 інфікованих. За останню добу проведено 2960 тестувань, загалом 415971. Увечері повідомлено, що померли 70-річний і 80-річний чоловіки, та 73-річна жінка, кількість померлих у країні зросла до 128.
27 листопада виявлено 96 випадків та 132 одужання. Цього дня тут було 2076 інфікованих. За останню добу проведено 3049 тестувань, загалом 419020 з початку пандемії. У другій половині дня повідомлено, що померли 85-річна жінка, та 73-річний, 72-річний і 81-річний чоловіки, кількість померлих у країні зросла до 132.
28 листопада виявлено 108 випадків та 121 одужання. Серед випадків попереднього дня 32 були членами однієї сім'ї, 2 випадки інфікувались на роботі, та 3 випадки інфікувались на громадських заходах. Цього дня тут було 2059 інфікованих. за останню добу проведено 2870 тестувань, загалом 421890 з початку пандемії. Увечері повідомлено, що помер 76-річний чоловік, який став 133-ю жертвою хвороби в країні.
29 листопада виявлено 143 нових випадки хвороби та 139 одужань. Серед випадків попереднього дня 22 були членами однієї сім'ї, 4 випадки інфікувались на роботі, та 2 випадки контактували з підтвердженими випадками хвороби. Цього дня тут було 2062 інфікованих. За добу проведено 3033 тестувань, загалом 424923 з початку пандемії.
30 листопада виявлено 121 новий випадок хвороби та 108 одужань. Серед випадків попереднього дня 19 були членами однієї сім'ї, 9 випадків інфікувались на роботі, та 3 випадки контактували з підтвердженими випадками хвороби. Цього дня тут було 2071 інфікованих. За останню добу проведено 3091 тестувань, загалом 428014 з початку пандемії. Вранці повідомлено, що померли 75-річна і 90-річна жінки, та 94-річний і 74-річний чоловіки, кількість померлих у країні зросла до 137.

### Грудень 2020 року
1 грудня виявлено 102 нові випадки хвороби та 83 одужання. Серед випадків попереднього дня 22 були членами однієї сім'ї, 7 випадків інфікувались на роботі, 2 випадки контактували з підтвердженими випадками хвороби, 3 випадки інфікувались на громадських заходах, а 9 випадків завезено з-за кордону. Цього дня тут було 2086 інфікованих. За останню добу проведено 2768 тестувань, загалом 430782 з початку пандемії. Вранці повідомлено, що померли 79-річна і 80-річна жінки, та 73-річний і 67-річний чоловіки, кількість померлих у країні зросла до 141.
2 грудня виявлено 126 випадків та 139 одужань. Серед випадків попереднього дня 20 були членами однієї сім'ї, 11 випадків інфікувались на роботі, 6 випадків контактували з підтвердженими випадками хвороби, 7 випадків інфікувались на громадських заходах, а 1 випадок завезений з-за кордону. Цього дня тут було 2068 інфікованих. За останню добу проведено 2668 тестувань, загалом 433468. Вранці повідомлено, що помели 77-річний, 74-річний і 80-річний чоловіки, та 80-річна і 91-річна жінки, кількість померлих у країні зросла до 146.
3 грудня виявлено 96 випадків та 128 одужань. Серед випадків попереднього дня 23 були членами однієї сім'ї, 8 випадків інфікувались на роботі, 9 випадків контактували з підтвердженими випадками хвороби, та 4 випадки інфікувались на громадських заходах. Цього дня тут було 2034 інфікованих. За останню добу проведено 2909 тестувань, загалом 436377 з початку пандемії. Вранці повідомлено, що померли 64-річний і 74-річний чоловіки, кількість померлих у країні зросла до 148.
4 грудня виявлено 123 нових випадки та 105 одужання. Цього дня тут було 2051 активний випадок хвороби. Проведено 3100 тестувань, загалом 439477 з початку пандемії. Вранці повідомлено, що помер 82-річний чоловік, який став 149-ю жертвою хвороби в країні.
5 грудня виявлено 103 нові випадки хвороби та 169 одужань. Серед випадків попереднього дня 18 були членами однієї сім'ї, 6 випадків інфікувались на роботі, 4 випадки контактували з підтвердженими випадками хвороби, та 2 випадки інфікувались на громадських заходах. Цього дня тут було 1985 інфікованих. Проведено 3010 тестувань, загалом 442487. У другій половині дня повідомлено, що померли 69-річний і 81-річний чоловіки, кількість померлих у країні зросла до 151.
6 грудня виявлено 97 випадків та 107 одужань. Серед випадків попереднього дня 22 були членами однієї сім'ї, 8 випадків інфікувались на роботі, 2 випадки контактували з підтвердженими випадками хвороби, та 2 випадки інфікувались на громадських заходах. Цього дня тут було 1973 інфікованих. Проведено 2907 тестувань, загалом 445394. У другій половині дня повідомлено, що померли 69-річний і 81-річний чоловіки, кількість померлих у країні зросла до 153.
7 грудня виявлено 139 випадків та 101 одужання. Серед випадків попереднього дня 26 були членами однієї сім'ї, 4 випадків інфікувались на роботі, 5 випадків контактували з підтвердженими випадками хвороби. Цього дня тут було 2007 інфікованих. Проведено 3192 тестувань, загалом 448586. У другій половині дня повідомлено, що померли 69-річна і 81-річна жінки, кількість померлих у країні зросла до 155.
8 грудня виявлено 40 випадків та 144 одужання. Серед випадків попереднього дня 18 були членами однієї сім'ї, 17 випадків інфікувались на роботі, 11 випадків контактували з підтвердженими випадками хвороби. Цього дня тут було 1901 інфікованих. Проведено 1776 тестувань, загалом 450 362. Уранці повідомлено, що померли 77-річний чоловік і 89-річна жінка, кількість померлих у країні зросла до 157.
9 грудня виявлено 79 випадків та 79 одужань. Серед випадків попереднього дня 18 були членами однієї сім'ї, 5 випадків інфікувались на роботі, 3 випадки контактували з підтвердженими випадками хвороби. Цього дня тут було 1898 інфікованих. Проведено 2909 тестувань, загалом 453271. Уранці повідомлено, що померли 69-річний і 81-річний чоловіки та 90-річна жінка, кількість померлих у країні зросла до 160.
10 грудня виявлено 106 випадків та 128 одужань. Серед випадків попереднього дня 44 були членами однієї сім'ї, 11 випадків інфікувались на роботі, 2 випадки контактували з підтвердженими випадками хвороби. Цього дня тут було 1872 інфікованих. Проведено 2626 тестувань, загалом 455897. Уранці повідомлено, що померли 92-річна, 66-річна і 85-річна жінки та 81-річний чоловік, кількість померлих у країні зросла до 164.
11 грудня виявлено 96 випадків та 87 одужань. Цього дня тут було 1879 інфікованих. Проведено 2840 тестувань, загалом 458737. Уранці повідомлено, що померли 75-річний і 96-річний чоловіки, кількість померлих у країні зросла до 166.
12 грудня виявлено 121 новий випадок хвороби та 144 одужання. Серед випадків попереднього дня 19 були членами однієї сім'ї, 14 випадків інфікувались на роботі, 8 випадків контактували з підтвердженими випадками хвороби, та 2 випадки інфікувались на громадських заходах. Цього дня тут було 1856 інфікованих. Проведено 3033 тестувань, загалом 461770.
13 грудня виявлено 52 нові випадки хвороби та 90 одужань. Серед випадків попереднього дня 26 були членами однієї сім'ї, 19 випадків інфікувались на роботі, 14 випадків контактували з підтвердженими випадками хвороби, та 4 випадки інфікувались на громадських заходах. Цього дня тут було 1815 інфікованих. Проведено 2659 тестувань, загалом 464429. Уранці повідомлено, що померли 68-річний і 78-річний чоловіки, та 87-річна жінка, кількість померлих у країні зросла до 169.
14 грудня виявлено 101 новий випадок хвороби та 150 одужань. Серед випадків попереднього дня 19 були членами однієї сім'ї, 7 випадків інфікувались на роботі, 2 випадки контактували з підтвердженими випадками хвороби, та 2 випадки інфікувались на громадських заходах. Цього дня тут було 1761 активних випадок хвороби. Проведено 2978 тестувань, загалом 467407. Уранці повідомлено, що померли 5 хворих, кількість померлих у країні зросла до 174.
15 грудня виявлено 49 випадків та 101 одужання. Серед випадків попереднього дня 34 були членами однієї сім'ї, 19 випадків інфікувались на роботі, 4 випадки контактували з підтвердженими випадками хвороби, та 4 випадки інфікувались на громадських заходах. Цього дня тут було 1706 інфікованих. Проведено 2446 тестувань, загалом 469853. Уранці повідомлено, що померли 94-річний і 86-річний чоловіки та 99-річна жінка, кількість померлих у країні зросла до 177.
16 грудня виявлено 112 випадків та 96 одужань. Серед випадків попереднього дня 15 були членами однієї сім'ї, 9 випадків інфікувались на роботі, 2 випадки контактували з підтвердженими випадками хвороби, та 2 випадки інфікувались на громадських заходах. Цього дня тут було 1719 інфікованих. Проведено 3049 тестувань, загалом 472902. Уранці повідомлено, що померли 79-річна, 90-річна і 75-річна жінки, кількість померлих у країні зросла до 180.
17 грудня виявлено 60 випадків та 154 одужання. Серед випадків попереднього дня 26 були членами однієї сім'ї, 18 випадків інфікувались на роботі, 9 випадків контактували з підтвердженими випадками хвороби, та 4 випадки інфікувались на громадських заходах. Цього дня тут було 1623 інфікованих. Проведено 2637 тестувань, загалом 475539. Уранці повідомлено, що померли 93-річна і 83-річна жінки, кількість померлих у країні зросла до 182.
18 грудня виявлено 94 випадків та 110 одужань. Цього дня тут було 1606 інфікованих. Проведено 3554 тестувань, загалом 479097. Уранці повідомлено, що померла 93-річна жінка, кількість померлих у країні зросла до 183.
19 грудня виявлено 52 випадків та 101 одужання. Серед випадків попереднього дня 20 були членами однієї сім'ї, 13 випадків інфікувались на роботі, 7 випадків контактували з підтвердженими випадками хвороби, та 3 випадки інфікувались на громадських заходах. Цього дня тут було 1553 інфікованих. Проведено 2612 тестувань, загалом 481709. Уранці повідомлено, що померли 76-річна і 94-річна жінки, та 79-річний і 88- річний чоловіки, кількість померлих у країні зросла до 187.
20 грудня виявлено 93 нові випадків хвороби та 97 одужань. Серед випадків попереднього дня 13 були членами однієї сім'ї, 3 випадки інфікувались на роботі, 2 випадки контактували з підтвердженими випадками хвороби, та 3 випадки інфікувались на громадських заходах. Цього дня тут було 1546 інфікованих. Проведено 3941 тестувань, загалом 485650. Уранці повідомлено, що померли 86-річна і 87-річна жінки, та 69-річний чоловік, кількість померлих у країні зросла до 190.
21 грудня виявлено 85 випадків та 137 одужань. Серед випадків попереднього дня 16 були членами однієї сім'ї, 12 випадків інфікувались на роботі, 6 випадків контактували з підтвердженими випадками хвороби, та 4 випадки інфікувались на громадських заходах. Цього дня тут було 1493 інфікованих. Проведено 2868 тестувань, загалом 488518. Уранці повідомлено, що померли дві жінки та два чоловіки, кількість померлих у країні зросла до 194.
22 грудня виявлено 108 випадків та 46 одужань. Серед випадків попереднього дня 21 були членами однієї сім'ї, 10 випадів інфікувались на роботі, 9 випадків контактували з підтвердженими випадками хвороби, та 5 випадків інфікувались на громадських заходах. Цього дня тут було 1553 інфікованих. Проведено 2788 тестувань, загалом 491306. Уранці повідомлено, що померли 2 хворих, кількість померлих у країні зросла до 196.
23 грудня виявлено 82 нові випадків хвороби та 132 одужання. Цього дня тут було 1498 інфікованих. Проведено 2609 тестувань, загалом 493915. Уранці повідомлено, що померли 5 хворих, кількість померлих у країні зросла до 201.
24 грудня виявлено 70 випадків та 130 одужань. Серед випадків попереднього дня 23 були членами однієї сім'ї, 8 випадків інфікувались на роботі, 7 випадків контактували з підтвердженими випадками хвороби, та 3 випадки інфікувались на громадських заходах. Цього дня тут було 1436 інфікованих. Проведено 2928 тестувань, загалом 496843. Уранці повідомлено, що померли 78-річний та 75-річний чоловіки, кількість померлих у країні зросла до 203.
25 грудня виявлено 50 випадків та 124 одужання. Серед випадків попереднього дня 25 були членами однієї сім'ї, 9 випадків інфікувались на роботі, 14 випадків контактували з підтвердженими випадками хвороби, та 5 випадків інфікувались на громадських заходах. Цього дня тут було 1362 інфікованих. Проведено 2497 тестувань, загалом 499340.
26 грудня виявлено 129 випадків та 3 одужання. Серед випадків попереднього дня 15 були членами однієї сім'ї, 4 випадки інфікувались на роботі, 2 випадки контактували з підтвердженими випадками хвороби, та 3 випадки інфікувались на громадських заходах. Цього дня тут було 1485 інфікованих. Проведено 2071 тестувань, загалом 501411. Уранці повідомлено, що померли 3 хворих, кількість померлих у країні зросла до 206.
27 грудня виявлено 84 нові випадків хвороби та 118 одужань. Серед випадків попереднього дня 33 були членами однієї сім'ї, 15 випадків інфікувались на роботі, 16 випадків контактували з підтвердженими випадками хвороби, та 10 випадків інфікувались на громадських заходах. Цього дня тут було 1447 інфікованих. Проведено 2249 тестувань, загалом 503660. Уранці повідомлено, що померли 4 хворих, кількість померлих у країні зросла до 210.
28 грудня виявлено 101 новий випадок хвороби та 123 одужання. Серед випадків попереднього дня 22 були членами однієї сім'ї, 9 випадків інфікувались на роботі, 18 випадків контактували з підтвердженими випадками хвороби, та 8 випадків інфікувались на громадських заходах. Цього дня тут було 1420 інфікованих. Проведено 2399 тестувань, загалом 506059. Уранці повідомлено, що померли 5 хворих, кількість померлих у країні зросла до 215.
29 грудня виявлено 115 випадків та 128 одужань. Серед випадків попереднього дня 34 були членами однієї сім'ї, 18 випадків інфікувались на роботі, 7 випадків контактували з підтвердженими випадками хвороби, та 8 випадків інфікувались на громадських заходах. Цього дня тут було 1407 інфікованих. Проведено 2797 тестувань, загалом 508856.
30 грудня виявлено 124 нові випадки хвороби та 138 одужань. Міністр охорони здоров'я країни підтвердила, що на Мальті є перші 3 випадки британського варіанту коронавірусу. Перші два випадки цього варіанту зареєстровані в іноземців, які прибули на Мальту з Великобританії 17 грудня, після прибуття в них підтверджено позитивний результат тестування, після чого їх негайно відправили на карантин. Ще один випадок зареєстровано в мальтійця, спосіб його інфікування ще встановлювався. Цього дня тут було 1392 інфікованих. Проведено 3043 тестувань, загалом 511899. Уранці повідомлено, що помер 74-річний чоловік, кількість померлих у країні зросла до 216.
31 грудня виявлено 109 випадків та 64 одужання. Серед випадків попереднього дня 35 були членами однієї сім'ї, 14 випадків інфікувались на роботі, 12 випадків контактували з підтвердженими випадками хвороби, та 10 випадків інфікувались на громадських заходах. Цього дня тут було 1434 інфікованих. Проведено 2858 тестувань, загалом 514757. Уранці повідомлено, що померли 3 хворі, кількість померлих у країні зросла до 219.

### Січень 2021 року
1 січня виявлено 135 випадків та 57 одужань. Серед випадків попереднього дня 36 були членами однієї сім'ї, 14 випадків інфікувались на роботі, 10 випадків контактували з підтвердженими випадками хвороби, та 19 випадків інфікувались на громадських заходах. Цього дня тут було 1512 інфікованих. Проведено 2779 тестувань, загалом 517536.
2 січня виявлено 88 випадків та 33 одужання. Серед випадків попереднього дня 23 були членами однієї сім'ї, 7 випадків інфікувались на роботі, 9 випадків контактували з підтвердженими випадками хвороби, та 7 випадків інфікувались на громадських заходах. Цього дня тут було 1566 інфікованих. Проведено 1810 тестувань, загалом 519346. Уранці повідомлено, що помер 74-річний чоловік, кількість померлих у країні зросла до 220.
3 січня виявлено 85 випадків та 64 одужання. Серед випадків попереднього дня 18 були членами однієї сім'ї, 9 випадків інфікувались на роботі, 4 випадки контактували з підтвердженими випадками хвороби, та 3 випадки інфікувались на громадських заходах. Цього дня тут було 1587 інфікованих. Проведено 1995 тестувань, загалом 521341.
4 січня виявлено 148 випадків та 111 одужань. Серед випадків попереднього дня 17 були членами однієї сім'ї, 4 випадки інфікувались на роботі, 2 випадки контактували з підтвердженими випадками хвороби, та 5 випадків інфікувались на громадських заходах. Цього дня тут було 1622 інфікованих. Проведено 2915 тестувань, загалом 524256. Уранці повідомлено, що померли 73-річна та 81-річна жінки, кількість померлих у країні зросла до 222.
5 січня виявлено 158 випадків та 78 одужань. Серед випадків попереднього дня 30 були членами однієї сім'ї, 8 випадків інфікувались на роботі, 16 випадків контактували з підтвердженими випадками хвороби, та 10 випадків інфікувались на громадських заходах. Цього дня тут було 1702 інфікованих. Проведено 2602 тестувань, загалом 526858. Уранці повідомлено, що померли 4 хворих, кількість померлих у країні зросла до 226.
6 січня виявлено 224 нові випадки хвороби та 80 одужань. Серед випадків попереднього дня 32 були членами однієї сім'ї, 10 випадків інфікувались на роботі, 20 випадків контактували з підтвердженими випадками хвороби, та 12 випадків інфікувались на громадських заходах. Цього дня тут було 1845 інфікованих. Проведено 3365 тестувань, загалом 530223. Уранці повідомлено, що померла 66-річна жінка, кількість померлих у країні зросла до 227.
7 січня виявлено 164 нові випадки хвороби та 73 одужання. Серед випадків попереднього дня 54 були членами однієї сім'ї, 24 випадків інфікувались на роботі, 10 випадків контактували з підтвердженими випадками хвороби, та 11 випадків інфікувались на громадських заходах. Цього дня тут було 1935 інфікованих. Проведено 2806 тестувань, загалом 533029. Уранці повідомлено, що померла 74-річна жінка, кількість померлих у країні зросла до 228.
8 січня виявлено 191 новий випадок хвороби та 77 одужань. Цього дня тут було 2047 інфікованих. Проведено 3639 тестувань, загалом 536668. Уранці повідомлено, що померли 2 хворих, кількість померлих у країні зросла до 230.
9 січня виявлено 245 випадків та 69 одужань. Серед випадків попереднього дня 40 були членами однієї сім'ї, 22 випадків інфікувались на роботі, 15 випадків контактували з підтвердженими випадками хвороби, та 13 випадків інфікувались на громадських заходах. Цього дня тут було 2221 інфікованих. Проведено 3592 тестувань, загалом 540260. Уранці повідомлено, що померли 2 хворих, кількість померлих у країні зросла до 232.
10 січня виявлено 184 нові випадки хвороби та 82 одужання. Серед випадків попереднього дня 49 були членами однієї сім'ї, 20 випадків інфікувались на роботі, 18 випадків контактували з підтвердженими випадками хвороби, та 15 випадків інфікувались на громадських заходах. Цього дня тут було 2322 інфікованих. Проведено 3298 тестувань, загалом 543558. Уранці повідомлено, що помер 91-річний чоловік, кількість померлих у країні зросла до 233.
11 січня виявлено 133 нові випадки хвороби та 95 одужань. Серед випадків попереднього дня 46 були членами однієї сім'ї, 19 випадків інфікувались на роботі, 8 випадків контактували з підтвердженими випадками хвороби, та 13 випадків інфікувались на громадських заходах. Цього дня тут було 2360 інфікованих. Проведено 3355 тестувань, загалом 546913.
12 січня виявлено 240 випадків та 80 одужань. Серед випадків попереднього дня 42 були членами однієї сім'ї, 11 випадків інфікувались на роботі, 6 випадків контактували з підтвердженими випадками хвороби, та 11 випадків інфікувались на громадських заходах. Цього дня тут було 2519 інфікованих. Проведено 3354 тестувань, загалом 550267. Уранці повідомлено, що помер 91-річний чоловік, кількість померлих у країні зросла до 234.
13 січня виявлено 189 випадків та 107 одужань. Серед випадків попереднього дня 45 були членами однієї сім'ї, 15 випадків інфікувались на роботі, 6 випадків контактували з підтвердженими випадками хвороби, та 15 випадків інфікувались на громадських заходах. Цього дня тут було 2601 активний випадок хвороби. Проведено 3405 тестувань, загалом 553672.
14 січня виявлено 121 новий випадок хвороби та 127 одужань. Серед випадків попереднього дня 42 були членами однієї сім'ї, 11 випадків інфікувались на роботі, 9 випадків контактували з підтвердженими випадками хвороби, та 12 випадків інфікувались на громадських заходах. Цього дня тут було 2594 інфікованих. Проведено 3512 тестувань, загалом 557184. Уранці повідомлено, що помер 91-річний чоловік, кількість померлих у країні зросла до 235.
15 січня виявлено 193 нові випадки хвороби та 143 одужання. Цього дня тут було 2643 інфікованих. Проведено 3602 тестувань, загалом 560786. Уранці повідомлено, що померла 89-річна жінка, кількість померлих у країні зросла до 236.
16 січня виявлено 175 випадків та 67 одужань. Серед випадків попереднього дня 49 були членами однієї сім'ї, 15 випадків інфікувались на роботі, 12 випадків контактували з підтвердженими випадками хвороби, та 15 випадків інфікувались на громадських заходах. Цього дня тут було 2749 інфікованих. Проведено 3293 тестувань, загалом 564079. Уранці повідомлено, що померли 2 хворих, кількість померлих у країні зросла до 238.
17 січня виявлено 141 новий випадок хвороби та 136 одужань. Серед випадків попереднього дня 38 були членами однієї сім'ї, 31 випадок інфікувався на роботі, 18 випадків контактували з підтвердженими випадками хвороби, та 29 випадків інфікувались на громадських заходах. Цього дня тут було 2753 інфікованих. Проведено 2866 тестувань, загалом 566945. Уранці повідомлено, що помер 89-річний чоловік, кількість померлих у країні зросла до 239.
18 січня виявлено 154 нові випадки хвороби та 121 одужання. Цього дня тут було 2784 інфікованих. Проведено 3239 тестувань, загалом 570184, та введено 11705 доз вакцини. Уранці повідомлено, що померли 2 хворих, кількість померлих у країні зросла до 241.
19 січня виявлено 200 випадків та 148 одужань. Цього дня тут було 2835 інфікованих. Проведено 3481 тестувань, загалом 573665, та введено 13002 дози вакцини. Уранці повідомлено, що померла 84-річна жінка, кількість померлих у країні зросла до 242.
20 січня виявлено 187 випадків та 189 одужань. На той день на Мальті був 2831 активний випадок хвороби. Проведено 3879 тестувань, загалом 577544, та введено 14276 доз вакцини. Уранці повідомлено, що померли 2 хворих, кількість померлих у країні зросла до 244.
21 січня виявлено 151 випадків та 180 одужань. На той день на Мальті був 2801 активний випадок хвороби. Проведено 3208 тестувань, загалом 580752, та введено 15316 доз вакцини. Уранці повідомлено, що померла 82-річна жінка, кількість померлих у країні зросла до 245.
22 січня виявлено 143 випадків та 201 одужань. Цього дня тут було 2740 інфікованих. Проведено 3111 тестувань, загалом 583863, та введено 16531 дозу вакцини. Уранці повідомлено, що померли 3 хворих, кількість померлих у країні зросла до 248.
23 січня виявлено 119 випадків та 211 одужань. Цього дня тут було 2646 інфікованих. Проведено 2571 тестувань, загалом 586434, та введено 17767 доз вакцини. Уранці повідомлено, що померли 2 хворих, кількість померлих у країні зросла до 250.
24 січня виявлено 116 випадків та 155 одужань. Цього дня тут було 2606 інфікованих. Проведено 3111 тестувань, загалом 589545, та введено 18930 доз вакцини. Уранці повідомлено, що помер 81-річний чоловік, кількість померлих у країні зросла до 251.
25 січня виявлено 203 нові випадки хвороби та 175 одужань. Цього дня тут було 2632 інфікованих. Проведено 3345 тестувань, загалом 592890, та введено 19981 дозу вакцини. Кількість повторних щеплень зросла до 1198. Уранці повідомлено, що померли 2 хворих, кількість померлих у країні зросла до 253.
26 січня виявлено 138 випадків та 128 одужань. Цього дня тут було 2640 інфікованих. Проведено 3248 тестувань, загалом 596138, та введено 21172 дози вакцини. Кількість повторних щеплень зросла до 1463. Уранці повідомлено, що померли 2 хворих, кількість померлих у країні зросла до 255.
27 січня виявлено 193 нові випадки хвороби та 148 одужань. Цього дня тут було 2682 інфікованих. Проведено 3323 тестувань, загалом 599461, та введено 22371 доз вакцини. Кількість повторних щеплень зросла до 1694. Уранці повідомлено, що померли 3 хворих, кількість померлих у країні зросла до 258.
28 січня виявлено 208 випадків та 200 одужань. Цього дня тут було 2687 інфікованих. Проведено 3565 тестувань, загалом 603026, та введено 23512 доз вакцини. Кількість повторних щеплень зросла до 2095. Уранці повідомлено, що померли 3 хворих, кількість померлих у країні зросла до 261.
29 січня виявлено 185 випадків та 174 одужання. Цього дня тут було 2695 інфікованих. Проведено 3280 тестувань, загалом 606306, та введено 24680 доз вакцини. Кількість повторних щеплень зросла до 2518. Уранці повідомлено, що померли 3 хворих, кількість померлих у країні зросла до 264.
30 січня виявлено 136 випадків та 149 одужань. Цього дня тут було 2681 активний випадок хвороби. Проведено 3431 тестувань, загалом 609737, та введено 25822 доз вакцини. Кількість повторних щеплень зросла до 2969. Уранці повідомлено, що помер 85-річний чоловік, кількість померлих у країні зросла до 265.
31 січня виявлено 182 нові випадки хвороби та 185 одужань. Цього дня тут було 2676 інфікованих. Проведено 2843 тестувань, загалом 612580, та введено 26847 доз вакцини. Кількість повторних щеплень зросла до 3456. Уранці повідомлено, що померли 2 хворих, кількість померлих у країні зросла до 267.

### Лютий 2021 року
1 лютого виявлено 124 нові випадки хвороби та 141 одужання. Цього дня тут було 2657 інфікованих. Проведено 3037 тестувань, загалом 615617, та введено 27759 доз вакцини. Кількість повторних щеплень зросла до 3948. Уранці повідомлено, що померли 81-річний чоловік та 88-річна піаністка Синтія Тернер, кількість померлих у країні зросла до 269.
2 лютого виявлено 141 новий випадок хвороби та 124 одужання. Цього дня тут було 2665 інфікованих. Проведено 2836 тестувань, загалом 618453, та введено 29002 доз вакцини. Кількість повторних щеплень зросла до 4476. Уранці повідомлено, що померла 92-річна жінка, кількість померлих у країні зросла до 270.
3 лютого виявлено 138 випадків та 190 одужань. Цього дня тут було 2610 інфікованих. Проведено 2973 тестувань, загалом 621426, та введено 30252 доз вакцини. Кількість повторних щеплень зросла до 4891. Уранці повідомлено, що померли 3 хворих, кількість померлих у країні зросла до 273.
4 лютого виявлено 79 випадків та 144 одужання. Цього дня тут було 2545 інфікованих. Проведено 2944 тестувань, загалом 624370, та введено 31633 доз вакцини. Кількість повторних щеплень зросла до 5410.
5 лютого виявлено 57 випадків та 134 одужання. Цього дня тут було 2464 інфікованих. Проведено 3237 тестувань, загалом 627607, та введено 33477 доз вакцини. Кількість повторних щеплень зросла до 6457. Уранці повідомлено, що померли 4 хворих, кількість померлих у країні зросла до 277.
6 лютого виявлено 134 нові випадки хвороби та 195 одужань. Цього дня тут було 2401 інфікованих. Проведено 2772 тестування, загалом 630379, та введено 35676 доз вакцини. Кількість повторних щеплень зросла до 7594. Уранці повідомлено, що померли 2 хворих, кількість померлих у країні зросла до 279.
7 лютого виявлено 100 випадків та 157 одужань. Цього дня тут було 2341 інфікованих. Проведено 3084 тестування, загалом 633463, та введено 37586 доз вакцини. Кількість повторних щеплень зросла до 8749. Уранці повідомлено, що померли 3 хворих, кількість померлих у країні зросла до 282.
8 лютого виявлено 137 випадків та 126 одужань. Цього дня тут було 2352 інфікованих. Проведено 3266 тестувань, загалом 636729, та введено 39257 доз вакцини. Кількість повторних щеплень зросла до 9918.
9 лютого виявлено 202 нові випадки хвороби та 146 одужань. Цього дня тут було 2406 інфікованих. Проведено 3206 тестувань, загалом 639935, та введено 41285 доз вакцини. Кількість повторних щеплень зросла до 11050. Уранці повідомлено, що померли 2 хворих, кількість померлих у країні зросла до 284.
10 лютого виявлено 167 випадків та 165 одужань. Цього дня тут було 2406 інфікованих. Проведено 2217 тестувань, загалом 642152, та введено 43337 доз вакцини. Кількість повторних щеплень зросла до 12135. Уранці повідомлено, що померли 2 хворих, кількість померлих у країні зросла до 286.
11 лютого виявлено 151 новий випадок хвороби та 156 одужань. Цього дня тут було 2401 інфікованих. Проведено 3491 тестування, загалом 645643, та введено 44598 доз вакцини. Кількість повторних щеплень зросла до 12928.
12 лютого виявлено 164 нові випадки хвороби та 165 одужань. Цього дня тут було 2398 інфікованих. Проведено 2873 тестувань, загалом 648516, та введено 46344 доз вакцини. Кількість повторних щеплень зросла до 13820. Уранці повідомлено, що померли 2 хворих, кількість померлих у країні зросла до 288.
13 лютого виявлено 154 нові випадки хвороби та 206 одужань. Цього дня тут було 2344 інфікованих. Проведено 2639 тестувань, загалом 651155, та введено 48474 доз вакцини. Кількість повторних щеплень зросла до 14739. Уранці повідомлено, що померли 2 хворих, кількість померлих у країні зросла до 290.
14 лютого виявлено 138 випадків та 109 одужань. Цього дня тут було 2370 інфікованих. Проведено 2831 тестування, загалом 653986, та введено 50175 доз вакцини. Кількість повторних щеплень зросла до 15601. Уранці повідомлено, що померли 3 хворих, кількість померлих у країні зросла до 293.
15 лютого виявлено 156 випадків та 184 одужання. Цього дня тут було 2340 інфікованих. Проведено 2817 тестувань, загалом 656803, та введено 51641 доз вакцини. Кількість повторних щеплень зросла до 16265. Уранці повідомлено, що померли 2 хворих, кількість померлих у країні зросла до 295.
16 лютого виявлено 102 нові випадки хвороби та 124 одужання. Цього дня тут було 2316 інфікованих. Проведено 2817 тестувань, загалом 656803, та введено 51641 дозу вакцини. Кількість повторних щеплень зросла до 16265. Уранці повідомлено, що померли 2 хворих, кількість померлих у країні зросла до 297.
17 лютого виявлено 199 випадків та 89 одужань. Цього дня тут було 2425 інфікованих. Проведено 3207 тестувань, загалом 662126, та введено 55709 доз вакцини. Кількість повторних щеплень зросла до 17843. Уранці повідомлено, що помер 74-річний коловік, кількість померлих у країні зросла до 298.
18 лютого виявлено 163 випадків та 156 одужань. Цього дня тут було 2429 інфікованих. Проведено 3209 тестувань, загалом 665335, та введено 57683 дози вакцини. Кількість повторних щеплень зросла до 18536. Уранці повідомлено, що померли 3 хворих, кількість померлих у країні зросла до 301.
19 лютого виявлено 154 випадків та 148 одужань. Цього дня тут було 2335 інфікованих. Проведено 3282 тестувань, загалом 668617, та введено 59702 дози вакцини. Кількість повторних щеплень зросла до 19199.
20 лютого виявлено 199 випадків та 106 одужань. Цього дня тут було 2526 інфікованих. Проведено 3100 тестувань, загалом 671717, та введено 62059 доз вакцини. Кількість повторних щеплень зросла до 19828. Уранці повідомлено, що померли 2 хворих, кількість померлих у країні зросла до 303.
21 лютого виявлено 130 випадків та 134 одужання. Цього дня тут було 2521 активний випадок хвороби. Проведено 2660 тестувань, загалом 674377, та введено 63308 доз вакцини. Кількість повторних щеплень зросла до 20189. Уранці повідомлено, що помер 72-річний чоловік, кількість померлих у країні зросла до 304.
22 лютого виявлено 193 нові випадків хвороби та 242 одужання. Цього дня тут було 2471 активний випадків хвороби. Проведено 2782 тестування, загалом 677159, та введено 64419 доз вакцини. Кількість повторних щеплень зросла до 20531. Уранці повідомлено, що помер 96-річний чоловік, кількість померлих у країні зросла до 305.
23 лютого виявлено 221 новий випадок хвороби та 191 одужання. Цього дня тут було 2500 інфікованих. Проведено 3274 тестування, загалом 680433, та введено 66334 дози вакцини. Кількість повторних щеплень зросла до 21160. Уранці повідомлено, що помер 84-річний чоловік, кількість померлих у країні зросла до 306.
24 лютого виявлено 226 випадків та 220 одужань. Цього дня тут було 2504 інфікованих. Проведено 3274 тестування, і загальна кількість тестів того дня відображала додаткові 1001 швидкий тест, проведений за останні кілька тижнів, загалом 684231, та введено 68779 доз вакцини. Кількість повторних щеплень зросла до 21767. Уранці повідомлено, що померли 2 хворих, кількість померлих у країні зросла до 308.
25 лютого виявлено 192 нові випадки хвороби та 185 одужань. Цього дня тут було 2508 інфікованих. Проведено 3274 тестувань, загалом 687974, та введено 71562 доз вакцини. Кількість повторних щеплень зросла до 22501. Уранці повідомлено, що померли 3 хворих, кількість померлих у країні зросла до 311.
26 лютого виявлено 258 випадків та 182 одужання. Цього дня тут було 2582 інфікованих. Проведено 3640 тестувань, загалом 691614, та введено 73644 доз вакцини. Кількість повторних щеплень зросла до 23395. Уранці повідомлено, що померли 2 хворих, кількість померлих у країні зросла до 313.
27 лютого виявлено 237 випадків та 168 одужань. На той день на Мальті був 2651 активний випадок хвороби. Проведено 3578 тестувань, загалом 695192, та введено 76159 доз вакцини. Кількість повторних щеплень зросла до 25118.
28 лютого виявлено 263 нові випадки хвороби та 192 одужання. Цього дня тут було 2720 інфікованих. Проведено 3047 тестувань, загалом 698239, та введено 77967 доз вакцини. Кількість повторних щеплень зросла до 26781. Уранці повідомлено, що померли 2 хворих, кількість померлих у країні зросла до 315.

### Березень 2021 року
1 березня виявлено 175 випадків та 216 одужань. Цього дня тут було 2678 інфікованих. Проведено 3871 тестування, загалом 702110, та введено 79624 доз вакцини. Кількість повторних щеплень зросла до 28048. Уранці повідомлено, що померла 89-річна жінка, кількість померлих у країні зросла до 316.
2 березня виявлено 336 випадків та 80 одужань. На той день на Мальті був 2931 активний випадок хвороби. Проведено 3572 тестування, загалом 705682, та введено 81883 дози вакцини. Кількість повторних щеплень зросла до 29021. Уранці повідомлено, що померли 3 хворих, кількість померлих у країні зросла до 319.
3 березня виявлено 336233 нові випадки хвороби та 163 одужання. Цього дня тут було 3000 інфікованих. Проведено 3654 тестування, загалом 709336, та введено 84129 доз вакцини. Кількість повторних щеплень зросла до 29748. Уранці повідомлено, що померли 2 хворих, кількість померлих у країні зросла до 321.
4 березня виявлено 362 нові випадки хвороби та 230 одужань. На той день на Мальті був 3128 інфікованих. Проведено 4146 тестувань, загалом 713482, та введено 86854 дози вакцини. Кількість повторних щеплень зросла до 30329. Уранці повідомлено, що померли 4 хворих, кількість померлих у країні зросла до 325.
5 березня виявлено 283 нові випадки хвороби та 156 одужань. Цього дня тут було 3252 інфікованих. Проведено 3799 тестувань, загалом 717281, та введено 89946 доз вакцини. Кількість повторних щеплень зросла до 31034. Уранці повідомлено, що померли 3 хворих, кількість померлих у країні зросла до 328.
6 березня виявлено 345 випадків та 193 одужання. Цього дня тут було 3403 інфікованих. Проведено 3832 тестування, загалом 721113, та введено 92806 дози вакцини. Кількість повторних щеплень зросла до 31710. Уранці повідомлено, що померла 88-річна жінках, кількість померлих у країні зросла до 329.
7 березня виявлено 182 нові випадки хвороби та 258 одужань. Цього дня тут було 3322 інфікованих. Проведено 3945 тестувань, загалом 725058, та введено 95899 доз вакцини. Кількість повторних щеплень зросла до 32420. Уранці повідомлено, що померли 5 хворих, кількість померлих у країні зросла до 334.
8 березня виявлено 201 новий випадок хвороби та 345 одужань. Цього дня тут було 3178 інфікованих. Проведено 3946 тестувань, загалом 729004, та введено 97864 дози вакцини. Кількість повторних щеплень зросла до 32862.
9 березня виявлено 248 випадків та 390 одужань. Цього дня тут було 3035 інфікованих. Проведено 4470 тестувань, загалом 733474, та введено 101776 доз вакцини. Кількість повторних щеплень зросла до 34181. Уранці повідомлено, що помер 88-річний чоловік, кількість померлих у країні зросла до 335.
10 березня виявлено 510 випадків та 361 одужання. Цього дня тут було 3182 інфікованих. Проведено 4423 тестування, загалом 737897, та введено 105416 доз вакцини. Кількість повторних щеплень зросла до 35093. Уранці повідомлено, що померли 2 хворих, кількість померлих у країні зросла до 337.
11 березня виявлено 283 нові випадки хвороби та 338 одужань. Цього дня тут було 3123 інфікованих. Проведено 4748 тестування, загалом 742643, та введено 108971 доз вакцини. Кількість повторних щеплень зросла до 36246. Уранці повідомлено, що померли 4 хворих, кількість померлих у країні зросла до 341.
12 березня виявлено 329 випадків та 259 одужань. Цього дня тут було 3188 інфікованих. Проведено 3779 тестувань, загалом 746422, та введено 113258 доз вакцини. Кількість повторних щеплень зросла до 37182. Уранці повідомлено, що померли 5 хворих, кількість померлих у країні зросла до 346.
13 березня виявлено 298 випадків та 338 одужань. Цього дня тут було 3144 інфікованих. Проведено 4333 тестування, загалом 750755, та введено 117122 доз вакцини. Кількість повторних щеплень зросла до 38333. Уранці повідомлено, що померли 4 хворих, кількість померлих у країні зросла до 350.
14 березня виявлено 268 випадків та 287 одужань. Цього дня тут було 3124 інфікованих. Проведено 4305 тестувань, загалом 755060, та введено 120073 доз вакцини. Кількість повторних щеплень зросла до 39099. Уранці повідомлено, що помер 89-річний чоловік, кількість померлих у країні зросла до 351.
15 березня виявлено 213 випадків та 316 одужань. Цього дня тут було 3018 інфікованих. Проведено 3870 тестувань, загалом 758930, та введено 122366 доз вакцини. Кількість повторних щеплень зросла до 39695. Уранці повідомлено, що померли 3 хворих, кількість померлих у країні зросла до 354.
16 березня виявлено 313 випадків та 215 одужань. Цього дня тут було 3113 інфікованих. Проведено 4463 тестування, загалом 763393, та введено 126277 доз вакцини. Кількість повторних щеплень зросла до 40681. Уранці повідомлено, що померли 3 хворих, кількість померлих у країні зросла до 357.
17 березня виявлено 211 випадків та 193 одужань. Цього дня тут було 3127 інфікованих. Проведено 4053 тестування, загалом 767446, та введено 130861 доз вакцини. Кількість повторних щеплень зросла до 40859. Уранці повідомлено, що померли 4 хворих, кількість померлих у країні зросла до 361.
18 березня виявлено 243 нові випадки хвороби та 334 одужання. Цього дня тут було 3034 інфікованих. Проведено 4760 тестувань, загалом 772260, та введено 133871 доз вакцини. Кількість повторних щеплень зросла до 41621. Уранці повідомлено, що померли 2 хворих, кількість померлих у країні зросла до 363.
19 березня виявлено 179 нові випадки хвороби та 314 одужань. Цього дня тут було 2898 інфікованих. Проведено 4046 тестувань, загалом 776252, та введено 138264 доз вакцини. Кількість повторних щеплень зросла до 42557. Уранці повідомлено, що померла 77-річна жінках, кількість померлих у країні зросла до 364.
20 березня виявлено 210 нових випадки хвороби та 230 одужань. Цього дня тут було 2873 інфікованих. Проведено 3734 тестування, загалом 779986, та введено 140331 дозу вакцини. Кількість повторних щеплень зросла до 43267. Уранці повідомлено, що померли 5 хворих, кількість померлих у країні зросла до 369.
21 березня виявлено 224 нові випадки хвороби та 358 одужань. Цього дня тут було 2736 інфікованих. Проведено 3749 тестувань, загалом 783735, та введено 143169 доз вакцини. Кількість повторних щеплень зросла до 43919. Уранці повідомлено, що померли 3 хворих, кількість померлих у країні зросла до 372.
22 березня виявлено 191 новий випадок хвороби та 323 одужання. Цього дня тут було 2603 інфікованих. Проведено 3413 тестувань, загалом 787148, та введено 145934 доз вакцини. Кількість повторних щеплень зросла до 44483. Уранці повідомлено, що померла 99-річна жінка, кількість померлих у країні зросла до 373.
23 березня виявлено 90 випадків та 212 одужань. Цього дня тут було 2479 інфікованих. Проведено 2661 тестування, загалом 789809, та введено 150897 доз вакцини. Кількість повторних щеплень зросла до 45286. Уранці повідомлено, що померли 2 хворих, кількість померлих у країні зросла до 375.
24 березня виявлено 101 новий випадок хвороби та 302 одужання. Цього дня тут було 2276 інфікованих. Проведено 2789 тестувань, загалом 792598, та введено 155678 доз вакцини. Кількість повторних щеплень зросла до 46140. Уранці повідомлено, що померли 2 хворих, кількість померлих у країні зросла до 377.
25 березня виявлено 102 нові випадки хвороби та 291 одужання. Цього дня тут було 2086 інфікованих. Проведено 3049 тестувань, загалом 795647, та введено 160260 доз вакцини. Кількість повторних щеплень зросла до 47081. Уранці повідомлено, що померла 76-річна жінка, кількість померлих у країні зросла до 378.
26 березня виявлено 103 нові випадки хвороби та 332 одужання. Цього дня тут було 1853 інфікованих. Проведено 2252 тестування, загалом 797899, та введено 166104 дози вакцини. Кількість повторних щеплень зросла до 48933. Уранці повідомлено, що померли 4 хворих, кількість померлих у країні зросла до 382.
27 березня виявлено 93 нові випадки хвороби та 293 одужання. Цього дня тут було 1660 інфікованих. Проведено 2928 тестувань, загалом 800827, та введено 171873 дози вакцини. Кількість повторних щеплень зросла до 50050. Уранці повідомлено, що померли 3 хворих, кількість померлих у країні зросла до 385.
28 березня виявлено 67 випадків та 323 одужання. Цього дня тут було 1402 інфікованих. Проведено 2356 тестувань, загалом 803183, та введено 176612 дози вакцини. Кількість повторних щеплень зросла до 50557. Уранці повідомлено, що померли 2 хворих, кількість померлих у країні зросла до 387.
29 березня виявлено 63 нові випадки хвороби та 332 одужання. Цього дня тут було 1329 інфікованих. Проведено 2101 тестування, загалом 805284, та введено 180587 доз вакцини. Кількість повторних щеплень зросла до 51237. Уранці повідомлено, що помер 73-річний чоловік, кількість померлих у країні зросла до 388.
30 березня виявлено 55 випадків та 286 одужань. Цього дня тут було 899 інфікованих. Проведено 2086 тестувань, загалом 807370, та введено 186111 доз вакцини. Кількість повторних щеплень зросла до 52340. Уранці повідомлено, що померли ветеран-журналіст і політичний оглядач Годфрі Грима у віці 79 років та 83-річна жінка, кількість померлих у країні зросла до 390.
31 березня виявлено 40 випадків та 101 одужання. Цього дня тут було 829 інфікованих. Проведено 1970 тестувань, загалом 809340, та введено 191716 доз вакцини. Кількість повторних щеплень зросла до 53540. Уранці повідомлено, що померли 2 хворих, кількість померлих у країні зросла до 392.

### Квітень 2021 року
1 квітня виявлено 52 нові випадки хвороби та 146 одужань. Цього дня тут було 740 інфікованих. Проведено 1762 тестування, загалом 811102, та введено 197383 доз вакцини. Кількість повторних щеплень зросла до 54578. Уранці повідомлено, що померли 2 хворих, кількість померлих у країні зросла до 394.
2 квітня виявлено 42 нові випадки хвороби та 94 одужання. Цього дня тут було 687 інфікованих. Проведено 2361 тестування, загалом 813463, та введено 203553 доз вакцини. Кількість повторних щеплень зросла до 55897. Уранці повідомлено, що помер 82-річний чоловік, кількість померлих у країні зросла до 395.
3 квітня виявлено 62 нові випадки хвороби та 114 одужань. Цього дня тут було 633 інфікованих. Проведено 2289 тестувань, загалом 815752, та введено 209065 доз вакцини. Кількість повторних щеплень зросла до 57123. Уранці повідомлено, що померли 2 хворих, кількість померлих у країні зросла до 397.
4 квітня виявлено 34 нові випадки хвороби та 117 одужань. Цього дня тут було 549 інфікованих. Проведено 2162 тестування, загалом 817914, та введено 212466 доз вакцини. Кількість повторних щеплень зросла до 58004. Уранці повідомлено, що помер 72-річний чоловік, кількість померлих у країні зросла до 398.
5 квітня виявлено 56 нових випадів хвороби та 73 одужання. На той день на Мальті був 531 активний випадок хвороби. Проведено 1946 тестувань, загалом 819860, та введено 215700 доз вакцини. Кількість повторних щеплень зросла до 59032. Уранці повідомлено, що помер 55-річний чоловік, кількість померлих у країні зросла до 399.
6 квітня виявлено 64 нові випадки хвороби та 67 одужань. Цього дня тут було 528 інфікованих. Проведено 2164 тестування, загалом 822024, та введено 219161 дозу вакцини. Кількість повторних щеплень зросла до 60096.
7 квітня виявлено 65 випадків та 47 одужань. Цього дня тут було 545 інфікованих. Проведено 2210 тестувань, загалом 824234, та введено 223020 доз вакцини. Кількість повторних щеплень зросла до 61111. Уранці повідомлено, що померла 78-річна жінка, кількість померлих у країні зросла до 400.
8 квітня виявлено 55 випадків та 45 одужань. Цього дня тут було 554 інфікованих. Проведено 2227 тестувань, загалом 824234, та введено 227606 доз вакцини. Кількість повторних щеплень зросла до 63114. Уранці повідомлено, що помер 76-річний чоловік, кількість померлих у країні зросла до 401.
9 квітня виявлено 48 випадків та 53 одужання. Цього дня тут було 549 інфікованих. Проведено 2036 тестувань, загалом 828497, та введено 232335 доз вакцини. Кількість повторних щеплень зросла до 65205.
10 квітня виявлено 37 випадків та 49 одужань. Цього дня тут було 536 інфікованих. Проведено 2243 тестування, загалом 830740, та введено 237806 доз вакцини. Кількість повторних щеплень зросла до 67491. Уранці повідомлено, що померла 96-річна жінка, кількість померлих у країні зросла до 402.
11 квітня виявлено 66 випадків та 44 одужання. Цього дня тут було 558 інфікованих. Проведено 1987 тестувань, загалом 832727, та введено 240984 дози вакцини. Кількість повторних щеплень зросла до 69306.
12 квітня виявлено 47 випадків та 52 одужання. Цього дня тут було 553 інфікованих. Проведено 2036 тестувань, загалом 838497, та введено 244718 доз вакцини. Кількість повторних щеплень зросла до 71481.
13 квітня виявлено 59 випадків та 50 одужань. Цього дня тут було 561 активний випадок хвороби. Проведено 1758 тестувань, загалом 836521, та введено 249400 доз вакцини. Кількість повторних щеплень зросла до 74053. Уранці повідомлено, що померла 68-річна жінка, кількість померлих у країні зросла до 403.
14 квітня виявлено 58 випадків та 41 одужання. Цього дня тут було 578 інфікованих. Проведено 2001 тестування, загалом 838522, та введено 254885 доз вакцини. Кількість повторних щеплень зросла до 76593.
15 квітня виявлено 55 випадків та 45 одужань. Цього дня тут було 588 інфікованих. Проведено 1803 тестування, загалом 840325, та введено 259272 дози вакцини. Кількість повторних щеплень зросла до 78139.
16 квітня виявлено 27 випадків та 30 одужань. Цього дня тут було 583 інфікованих. Проведено 1883 тестування, загалом 842208, та введено 264658 доз вакцини. Кількість повторних щеплень зросла до 80671. Уранці повідомлено, що померли 2 хворих, кількість померлих у країні зросла до 405.
17 квітня виявлено 67 випадків та 38 одужань. Цього дня тут було 608 інфікованих. Проведено 1808 тестувань, загалом 844016, та введено 269763 доз вакцини. Кількість повторних щеплень зросла до 82486. Уранці повідомлено, що померли 4 хворих, кількість померлих у країні зросла до 409.
18 квітня виявлено 39 випадків та 52 одужання. Цього дня тут було 595 інфікованих. Проведено 1985 тестувань, загалом 846001, та введено 274641 дозу вакцини. Кількість повторних щеплень зросла до 84152.
19 квітня виявлено 60 випадків та 41 одужання. Цього дня тут було 614 інфікованих. Проведено 1580 тестувань, загалом 847581, та введено 276516 доз вакцини. Кількість повторних щеплень зросла до 84933.
20 квітня виявлено 13 випадків та 62 одужання. Цього дня тут було 563 інфікованих. Проведено 1584 тестування, загалом 849165, та введено 282841 доз вакцини. Кількість повторних щеплень зросла до 87770. Уранці повідомлено, що померли 2 хворих, кількість померлих у країні зросла до 411.
21 квітня виявлено 24 нові випадки хвороби та 65 одужань. Цього дня тут було 522 інфікованих. Проведено 1992 тестування, загалом 851157, та введено 288797 доз вакцини. Кількість повторних щеплень зросла до 90173.
22 квітня виявлено 33 нові випадки хвороби та 36 одужань. Цього дня тут було 519 інфікованих. Проведено 2129 тестувань, загалом 853286, та введено 295587 доз вакцини. Кількість повторних щеплень зросла до 93727.
23 квітня виявлено 33 нові випадки хвороби та 38 одужань. Цього дня тут було 513 інфікованих. Проведено 1804 тестування, загалом 855090, та введено 301594 доз вакцини. Кількість повторних щеплень зросла до 96631. Уранці повідомлено, що померла 93-річна жінка, кількість померлих у країні зросла до 412.
24 квітня виявлено 20 випадків та 57 одужань. Цього дня тут було 476 інфікованих. Проведено 1628 тестувань, загалом 856718, та введено 307636 доз вакцини. Кількість повторних щеплень зросла до 98677.
25 квітня виявлено 25 випадків та 35 одужань. Цього дня тут було 465 інфікованих. Проведено 2112 тестувань, загалом 858830, та введено 311559 доз вакцини. Кількість повторних щеплень зросла до 99574. Уранці повідомлено, що померла 67-річний чоловік, кількість померлих у країні зросла до 413.
26 квітня виявлено 15 випадків та 58 одужань. Цього дня тут було 422 інфікованих. Проведено 1449 тестувань, загалом 860279, та введено 313279 доз вакцини. Кількість повторних щеплень зросла до 100686.
27 квітня виявлено 45 випадків та 67 одужань. Цього дня тут було 400 інфікованих. Проведено 1512 тестувань, загалом 861791, та введено 318706 доз вакцини. Кількість повторних щеплень зросла до 102535.
28 квітня виявлено 15 випадків та 41 одужання. Цього дня тут було 374 інфікованих. Проведено 1690 тестувань, загалом 863481, та введено 323324 дози вакцини. Кількість повторних щеплень зросла до 103882.
29 квітня виявлено 27 випадків та 31 одужання. Цього дня тут було 370 інфікованих. Проведено 2040 тестувань, загалом 865521, та введено 326934 дози вакцини. Кількість повторних щеплень зросла до 104464.
30 квітня виявлено 16 випадків та 55 одужань. Цього дня тут було 331 активний випадок хвороби. Проведено 1761 тестування, загалом 867292, та введено 331438 доз вакцини. Кількість повторних щеплень зросла до 105628.

### Травень 2021 року
1 травня виявлено 15 випадків та 74 одужання. Цього дня тут було 270 інфікованих. Проведено 1781 тестування, загалом 869063, та введено 335848 доз вакцини. Кількість повторних щеплень зросла до 107038. Уранці повідомлено, що померли 2 хворих, кількість померлих у країні зросла до 415.
2 травня виявлено 12 випадків та 20 одужань. Цього дня тут було 261 активний випадок хвороби. Проведено 2036 тестувань, загалом 871099, та введено 339727 доз вакцини. Кількість повторних щеплень зросла до 108216. Уранці повідомлено, що помер 86-річний чоловік, кількість померлих у країні зросла до 416.
3 травня виявлено 35 випадків та 16 одужань. Цього дня тут було 280 інфікованих. Проведено 1550 тестувань, загалом 872649, та введено 341909 доз вакцини. Кількість повторних щеплень зросла до 108716.
4 травня виявлено 27 випадків та 19 одужань. Цього дня тут було 288 інфікованих. Проведено 1550 тестувань, загалом 874285, та введено 346951 дозу вакцини. Кількість повторних щеплень зросла до 109933.
5 травня виявлено 30 випадків та 38 одужань. Цього дня тут було 280 інфікованих. Проведено 1785 тестувань, загалом 876070, та введено 352421 доз вакцини. Кількість повторних щеплень зросла до 111318.
6 травня виявлено 9 випадків та 29 одужань. Цього дня тут було 260 інфікованих. Проведено 1971 тестування, загалом 878041, та введено 359429 доз вакцини. Кількість повторних щеплень зросла до 112731.
7 травня виявлено 12 випадків та 19 одужань. Цього дня тут було 252 інфікованих. Проведено 1956 тестувань, загалом 879997, та введено 365902 доз вакцини. Кількість повторних щеплень зросла до 115333. Уранці повідомлено, що померла 95-річна жінка, кількість померлих у країні зросла до 417.
8 травня виявлено 6 випадків та 11 одужань. Цього дня тут було 247 інфікованих. Проведено 2022 тестування, загалом 882019, та введено 372620 доз вакцини. Кількість повторних щеплень зросла до 118209.
9 травня виявлено 9 випадків та 31 одужання. Цього дня тут було 225 інфікованих. Проведено 1766 тестувань, загалом 883785, та введено 375986 доз вакцини. Кількість повторних щеплень зросла до 119427.
10 травня виявлено 11 випадків та 23 одужання. Цього дня тут було 213 інфікованих. Проведено 1524 тестування, загалом 885309, та введено 379951 дозу вакцини. Кількість повторних щеплень зросла до 121185.
11 травня виявлено 6 випадків та 15 одужань. Цього дня тут було 204 інфікованих. Проведено 1600 тестувань, загалом 886909, та введено 386760 доз вакцини. Кількість повторних щеплень зросла до 123843.
12 травня виявлено 5 випадків та 17 одужань. Цього дня тут було 192 інфікованих. Проведено 2170 тестувань, загалом 889079, та введено 392929 доз вакцини. Кількість повторних щеплень зросла до 127255.
13 травня виявлено 4 нові випадки хвороби та 7 одужань. Цього дня тут було 189 інфікованих. Проведено 1996 тестувань, загалом 891075, та введено 400118 доз вакцини. Кількість повторних щеплень зросла до 130537.
14 травня виявлено 1 новий випадок хвороби та 10 одужань. Цього дня тут було 180 інфікованих. Проведено 2017 тестувань, загалом 893092, та введено 406921 доз вакцини. Кількість повторних щеплень зросла до 133332.
15 травня виявлено 4 нові випадки хвороби та 7 одужань. Цього дня тут було 177 інфікованих. Проведено 1711 тестувань, загалом 894803, та введено 414632 доз вакцини. Кількість повторних щеплень зросла до 136975.
16 травня виявлено 2 нові випадки хвороби та 21 одужання. Цього дня тут було 158 інфікованих. Проведено 2454 тестувань, загалом 897257, та введено 420815 доз вакцини. Кількість повторних щеплень зросла до 141143.
17 травня виявлено 4 випадків та 15 одужань. Цього дня тут було 147 інфікованих. Проведено 1541 тестування, загалом 898798, та введено 424325 доз вакцини. Кількість повторних щеплень зросла до 143487.
18 травня виявлено 2 нові випадкив хвороби та 21 одужання. Цього дня тут було 128 інфікованих. Проведено 1693 тестування, загалом 900491, та введено 430508 доз вакцини. Кількість повторних щеплень зросла до 147667.
19 травня виявлено 3 нові випадки хвороби та 11 одужань. Цього дня тут було 120 інфікованих. Проведено 1875 тестувань, загалом 902366, та введено 437654 доз вакцини. Кількість повторних щеплень зросла до 152581.
20 травня виявлено 2 нові випадків хвороби та 22 одужання. Цього дня тут було 100 інфікованих. Проведено 2234 тестувань, загалом 904600, та введено 445830 доз вакцини. Кількість повторних щеплень зросла до 158489.
21 травня виявлено 6 випадків та 10 одужань. Цього дня тут було 96 інфікованих. Проведено 2018 тестувань, загалом 906618, та введено 453711 доз вакцини. Кількість повторних щеплень зросла до 164113.
22 травня виявлено 2 випадків та 14 одужань. Цього дня тут було 84 інфікованих. Проведено 1926 тестувань, загалом 908544, та введено 461215 доз вакцини. Кількість повторних щеплень зросла до 169177.
23 травня виявлено 5 випадків та 8 одужань. На той день на Мальті був 81 активний випадок хвороби. Проведено 2409 тестувань, загалом 910953, та введено 468829 доз вакцини. Кількість повторних щеплень зросла до 175246.
24 травня виявлено 2 нові випадки хвороби та 11 одужань. Цього дня тут було 72 інфікованих. Проведено 1624 тестувань, загалом 912577, та введено 474475 доз вакцини. Кількість повторних щеплень зросла до 180243.
25 травня виявлено 3 нові випадки хвороби та 5 одужань. Цього дня тут було 69 інфікованих. Проведено 1492 тестування, загалом 914069, та введено 482577 доз вакцини. Кількість повторних щеплень зросла до 183556. Уранці повідомлено, що помер 77-річний чоловік, кількість померлих у країні зросла до 418.
26 травня виявлено 7 випадків та 6 одужань. Цього дня тут було 69 інфікованих. Проведено 2080 тестувань, загалом 916149, та введено 490524 доз вакцини. Кількість повторних щеплень зросла до 189055. Уранці повідомлено, що помер 60-річний чоловік, кількість померлих у країні зросла до 419.
27 травня виявлено 4 нові випадки хвороби та 8 одужань. Цього дня тут було 65 інфікованих. Проведено 2316 тестувань, загалом 918465, та введено 498726 доз вакцини. Кількість повторних щеплень зросла до 195856.
28 травня виявлено 6 випадків та 5 одужань. Цього дня тут було 66 інфікованих. Проведено 2288 тестувань, загалом 920753, та введено 505100 доз вакцини. Кількість повторних щеплень зросла до 200199.
29 травня виявлено 3 нові випадки хвороби та 2 одужання. Цього дня тут було 67 інфікованих. Проведено 2010 тестувань, загалом 922763, та введено 509312 доз вакцини. Кількість повторних щеплень зросла до 202795.
30 травня виявлено 4 нові випадки хвороби та 3 одужання. Цього дня тут було 68 інфікованих. Проведено 2279 тестувань, загалом 925042, та введено 512214 дози вакцини. Кількість повторних щеплень зросла до 205221.
31 травня виявлено 2 нові випадки хвороби та 4 одужання. Цього дня тут було 66 інфікованих. Проведено 1722 тестувань, загалом 926764, та введено 515662 дози вакцини. Кількість повторних щеплень зросла до 208118.

### Червень 2021 року
1 червня виявлено 8 випадків та 4 одужання. Цього дня тут було 70 інфікованих. Проведено 2026 тестувань, загалом 928790, та введено 519994 дози вакцини. Кількість повторних щеплень зросла до 210486.
2 червня виявлено 10 випадків та 4 одужання. Цього дня тут було 76 інфікованих. Проведено 2275 тестувань, загалом 931065, та введено 528592 дози вакцини. Кількість повторних щеплень зросла до 218321.
3 червня виявлено 4 нові випадки хвороби та 4 одужання. Цього дня тут було 76 інфікованих. Проведено 2799 тестувань, загалом 933864, та введено 534639 доз вакцини. Кількість повторних щеплень зросла до 221595.
4 червня виявлено 2 нові випадків хвороби та 4 одужання. Цього дня тут було 74 інфікованих. Проведено 2545 тестувань, загалом 936409, та введено 541178 доз вакцини. Кількість повторних щеплень зросла до 226341.
5 червня виявлено 9 випадків та 7 одужань. Цього дня тут було 76 інфікованих. Проведено 2764 тестування, загалом 939173, та введено 546637 доз вакцини. Кількість повторних щеплень зросла до 230594.
6 червня виявлено 3 нові випадки хвороби та 5 одужань. Цього дня тут було 74 інфікованих. Проведено 2024 тестування, загалом 941197, та введено 551494 дози вакцини. Кількість повторних щеплень зросла до 233826.
7 червня на Мальті не зареєстровано випадків та зареєстровано 2 одужання. Цього дня тут було 72 інфікованих. Проведено 1355 тестувань, загалом 942552, та введено 553814 дози вакцини. Кількість повторних щеплень зросла до 235133.
8 червня виявлено 1 новий випадок хвороби та 3 одужання. Цього дня тут було 70 інфікованих. Проведено 1432 тестування, загалом 943984, та введено 558320 дози вакцини. Кількість повторних щеплень зросла до 238807.
9 червня виявлено 1 новий випадок хвороби та 2 одужання. Цього дня тут було 68 інфікованих. Проведено 1658 тестувань, загалом 945642, та введено 564718 дози вакцини. Кількість повторних щеплень зросла до 243252.
10 червня виявлено 4 нові випадки хвороби та 5 одужань. Цього дня тут було 67 інфікованих. Проведено 2123 тестування, загалом 947765, та введено 570513 дози вакцини. Кількість повторних щеплень зросла до 246964.
11 червня виявлено 2 нові випадки хвороби та 5 одужання. Цього дня тут було 64 інфікованих. Проведено 1817 тестувань, загалом 949582, та введено 576256 дози вакцини. Кількість повторних щеплень зросла до 251553.
12 червня виявлено 2 новий випадок хвороби та 4 одужання. Цього дня тут було 62 інфікованих. Проведено 1721 тестування, загалом 951303, та введено 582206 дози вакцини. Кількість повторних щеплень зросла до 256079.
13 червня на Мальті не зареєстровано випадків, зареєстровано 3 одужання. Цього дня тут було 59 інфікованих. Проведено 1793 тестування, загалом 953096, та введено 587160 дози вакцини. Кількість повторних щеплень зросла до 258929.
14 червня виявлено 1 новий випадок хвороби та 6 одужань. Цього дня тут було 54 інфікованих. Проведено 1021 тестування, загалом 954117, та введено 589507 дози вакцини. Кількість повторних щеплень зросла до 260424.
15 червня на Мальті не зареєстровано випадків, зареєстровано 3 одужання. На той день на Мальті був 51 активний випадок хвороби. Проведено 1526 тестувань, загалом 955643, та введено 596074 дози вакцини. Кількість повторних щеплень зросла до 265090.
16 червня виявлено 3 нові випадки хвороби та 9 одужань. Цього дня тут було 45 інфікованих. Проведено 1798 тестувань, загалом 957441, та введено 604033 дози вакцини. Кількість повторних щеплень зросла до 270754.
17 червня на Мальті не зареєстровано випадків, зареєстровано 11 одужань. Цього дня тут було 33 інфікованих. Проведено 1978 тестувань, загалом 959419, та введено 609867 доз вакцини. Кількість повторних щеплень зросла до 274321. Уранці повідомлено, що помер 82-річний чоловік, кількість померлих у країні зросла до 420.
18 червня виявлено 3 нові випадки хвороби та 4 одужання. Цього дня тут було 32 інфікованих. Проведено 1965 тестувань, загалом 961384, та введено 616102 дози вакцини. Кількість повторних щеплень зросла до 278588.
19 червня на Мальті не зареєстровано випадків, зареєстровано 3 одужання. Цього дня тут було 29 інфікованих. Проведено 1660 тестувань, загалом 963044, та введено 621674 дози вакцини. Кількість повторних щеплень зросла до 282709.
20 червня виявлено 1 новий випадок хвороби та 3 одужання. Цього дня тут було 27 інфікованих. Проведено 1839 тестувань, загалом 964883, та введено 625844 дози вакцини. Кількість повторних щеплень зросла до 285817.
21 червня виявлено 1 новий випадок хвороби та 5 одужання. Цього дня тут було 23 інфікованих. Проведено 1480 тестувань, загалом 966363, та введено 628735 дози вакцини. Кількість повторних щеплень зросла до 288195.
22 червня виявлено 5 випадків та 1 одужання. Цього дня тут було 27 інфікованих. Проведено 1649 тестувань, загалом 968012, та введено 631446 дози вакцини. Кількість повторних щеплень зросла до 290280.
23 червня на Мальті не зареєстровано випадків, зареєстровано 1 одужання. Цього дня тут було 26 активних випадки хвороби. Проведено 1692 тестувань, загалом 969704, та введено 636059 доз вакцини. Кількість повторних щеплень зросла до 294650.
24 червня виявлено 3 нові випадки хвороби та 2 одужання. Цього дня тут було 27 інфікованих. Проведено 2271 тестувань, загалом 971975, та введено 640729 доз вакцини. Кількість повторних щеплень зросла до 299151.
25 червня виявлено 5 випадків та 3 одужання. Цього дня тут було 29 інфікованих. Проведено 3127 тестувань, загалом 975102, та введено 646651 дозу вакцини. Кількість повторних щеплень зросла до 303939.
26 червня виявлено 3 випадків та 2 одужання. Цього дня тут було 30 інфікованих. Проведено 2360 тестувань, загалом 977462, та введено 650411 доз вакцини. Кількість повторних щеплень зросла до 307591.
27 червня на Мальті не зареєстровано випадків, зареєстровано 2 одужання. Цього дня тут було 28 інфікованих. Проведено 2227 тестувань, загалом 979689, та введено 653005 доз вакцини. Кількість повторних щеплень зросла до 309871.
28 червня виявлено 6 випадків. Цього дня тут було 34 інфікованих. Проведено 1316 тестувань, загалом 981005, та введено 654649 доз вакцини. Кількість повторних щеплень зросла до 311453.
29 червня виявлено 6 випадків. Цього дня тут було 40 інфікованих. Проведено 2250 тестувань, загалом 983255, та введено 659488 доз вакцини. Кількість повторних щеплень зросла до 315768.
30 червня виявлено 5 випадків. Цього дня тут було 45 інфікованих. Проведено 2528 тестувань, загалом 985629, та введено 664859 доз вакцини. Кількість повторних щеплень зросла до 325891.

### Липень 2021 року
1 липня виявлено 4 нові випадки хвороби та 3 одужання. Цього дня тут було 46 інфікованих. Проведено 2528 тестувань, загалом 988157, та введено 670759 доз вакцини. Кількість повторних щеплень зросла до 325891.
2 липня виявлено 6 випадків. Цього дня тут було 52 активні випадків хвороби. Проведено 2717 тестувань, загалом 990874, та введено 675014 доз вакцини. Кількість повторних щеплень зросла до 328960.
3 липня виявлено 7 випадків та 3 одужання. Цього дня тут було 56 інфікованих. Проведено 2841 тестування, загалом 993715, та введено 679538 доз вакцини. Кількість повторних щеплень зросла до 332650.
4 липня виявлено 12 випадків. Цього дня тут було 68 інфікованих. Проведено 2916 тестувань, загалом 996631, та введено 682731 дозу вакцини. Кількість повторних щеплень зросла до 335153.
5 липня виявлено 12 випадків та 1 одужання. Цього дня тут було 79 інфікованих. Проведено 2235 тестувань, загалом 998866, та введено 685024 доз вакцини. Кількість повторних щеплень зросла до 336800.
6 липня виявлено 11 випадків. Цього дня тут було 90 інфікованих. Проведено 2481 тестування, загалом 11001347, та введено 689924 доз вакцини. Кількість повторних щеплень зросла до 340423.
7 липня виявлено 25 випадків та 5 одужань. Цього дня тут було 110 інфікованих. Проведено 2481 тестування, загалом 1003842, та введено 692581 доз вакцини. Кількість повторних щеплень зросла до 341765.
8 липня виявлено 55 випадків та 6 одужань. Цього дня тут було 159 інфікованих. Проведено 2668 тестувань, загалом 1006510, та введено 696858 доз вакцини. Кількість повторних щеплень зросла до 344666.
9 липня виявлено 96 випадків та 3 одужання. Цього дня тут було 252 інфікованих. Проведено 2903 тестувань, загалом 11004413, та введено 700180 доз вакцини. Кількість повторних щеплень зросла до 346739.
10 липня виявлено 109 випадків та 2 одужання. Цього дня тут було 359 інфікованих. Проведено 3164 тестування, загалом 1012577, та введено 703928 доз вакцини. Кількість повторних щеплень зросла до 349133.
11 липня виявлено 101 новий випадок хвороби та 3 одужання. Цього дня тут було 457 інфікованих. Проведено 3224 тестування, загалом 1018448, та введено 705852 дози вакцини. Кількість повторних щеплень зросла до 349961.
12 липня виявлено 179 випадків та 2 одужання. Цього дня тут було 634 інфікованих. Проведено 2647 тестувань, загалом 10184481, та введено 706857 доз вакцини. Кількість повторних щеплень зросла до 350338.
13 липня виявлено 154 нові випадки хвороби та 6 одужань. Цього дня тут було 782 інфікованих. Проведено 3353 тестування, загалом 1021801, та введено 709131 дозу вакцини. Кількість повторних щеплень зросла до 351395. Удень повідомлено, що померла 5-річна дівчинка, яка стала наймолодшою жертвою коронавірусної хвороби. Дівчинка померла в суботу вдень після підвищення температури напередодні. Вона була госпіталізована до шпиталю Матері Божої у критичному стані, й того ж дня пізніше померла. Незважаючи на те, що після надходження до лікарні у неї був негативний тест на COVID-19, другий тест на COVID-19 був слабопозитивним. Поки що не встановлено, чи проводився їй другий тест ПЛР. Результат другого слабопозитивного тесту визнано позитивним, проводиться судове розслідування, що є нормою, коли хворий помирає протягом 24 годин після надходження до лікарні. Дитина не мала якихось хронічних хвороб, і ніхто з членів її родини не мав позитивного результату тестування на коронавірус, також вона не відвідувала літні школи або табори.
14 липня виявлено 218 випадків. Цього дня тут було 1000 інфікованих. Проведено 4188 тестувань, загалом 1025989, та введено 711973 дози вакцини. Кількість повторних щеплень зросла до 352523.
15 липня виявлено 222 нові випадки хвороби та 10 одужань. Цього дня тут було 1212 інфікованих. Проведено 3629 тестувань, загалом 1029618, та введено 715447 дозу вакцини. Кількість повторних щеплень зросла до 353929.
16 липня виявлено 235 випадків та 6 одужань. На той день на Мальті був 1441 активний випадок хвороби. Проведено 3879 тестування, загалом 1033497, та введено 721415 дозу вакцини. Кількість повторних щеплень зросла до 355883.
17 липня виявлено 206 випадків та 5 одужань. Цього дня тут було 1642 інфікованих. Проведено 4373 тестування, загалом 1037870, та введено 721415 дозу вакцини. Кількість повторних щеплень зросла до 355883.
18 липня виявлено 195 випадків та 5 одужань. Цього дня тут було 1832 інфікованих. Проведено 3548 тестування, загалом 1041418, та введено 723299 дозу вакцини. Кількість повторних щеплень зросла до 357236.
19 липня виявлено 146 випадків та 15 одужань. Цього дня тут було 1963 інфікованих. Проведено 3809 тестування, загалом 1045227, та введено 724343 дозу вакцини. Кількість повторних щеплень зросла до 357558.
20 липня виявлено 217 випадків та 3 одужання. Цього дня тут було 2177 інфікованих. Проведено 4091 тестування, загалом 1049318, та введено 728106 доз вакцини. Кількість повторних щеплень зросла до 359042.
21 липня виявлено 199 випадків та 30 одужань. Цього дня тут було 2346 інфікованих. Проведено 3976 тестувань, загалом 1053294, та введено 730483 дози вакцини. Кількість повторних щеплень зросла до 360880.
22 липня виявлено 166 випадків та 25 одужань. Цього дня тут було 2487 інфікованих. Проведено 4302 тестування, загалом 1057596, та введено 733736 доз вакцини. Кількість повторних щеплень зросла до 362923.
23 липня виявлено 172 нові випадки хвороби та 65 одужань. Цього дня тут було 2497 активних випадків хвороби, а 97 хворих репатрійовано. Проведено 3640 тестувань, загалом 1061236, та введено 736727 доз вакцини. Кількість повторних щеплень зросла до 364899.
24 липня виявлено 171 новий випадок хвороби та 95 одужань. Цього дня тут було 2373 активних випадків хвороби, а 299 хворих репатрійовано. Проведено 3926 тестувань, загалом 1065162, та введено 742361 дозу вакцини. Кількість повторних щеплень зросла до 368587. Уранці повідомлено, що померла 73-річна жінка, кількість померлих у країні зросла до 421.
25 липня виявлено 127 випадків та 109 одужань. Цього дня тут було 2294 інфікованих. Проведено 3504 тестування, загалом 1068666, та введено 743712 дози вакцини. Кількість повторних щеплень зросла до 369441.
26 липня виявлено 94 нові випадки хвороби та 126 одужань. Цього дня тут було 2262 інфікованих. Проведено 3136 тестувань, загалом 1071802, та введено 744521 дозу вакцини. Кількість повторних щеплень зросла до 370187.
27 липня виявлено 142 нові випадки хвороби та 174 одужання. Цього дня тут було 2230 інфікованих. Проведено 3136 тестувань, загалом 1075833, та введено 746883 дози вакцини. Кількість повторних щеплень зросла до 371802.
28 липня виявлено 91 новий випадок хвороби та 125 одужань. Цього дня тут було 2194 інфікованих. Проведено 3862 тестування, загалом 1079695, та введено 750641 дозу вакцини. Кількість повторних щеплень зросла до 373771. Уранці повідомлено, що померли 2 хворих, кількість померлих у країні зросла до 423.
29 липня виявлено 95 випадків та 229 одужань. Цього дня тут було 2060 інфікованих. Проведено 3795 тестувань, загалом 1083490, та введено 751546 дози вакцини. Кількість повторних щеплень зросла до 375373.
30 липня виявлено 111 випадків та 199 одужань. Цього дня тут було 1972 активні випадків хвороби. Проведено 3693 тестувань, загалом 1087183, та введено 755655 дози вакцини. Кількість повторних щеплень зросла до 379016.
31 липня виявлено 94 нові випадки хвороби та 219 одужань. Цього дня тут було 1847 інфікованих. Проведено 3483 тестування, загалом 1090666, та введено 758252 дози вакцини. Кількість повторних щеплень зросла до 380927.

### Серпень 2021 року
1 серпня виявлено 80 випадків та 214 одужань. Цього дня тут було 1713 інфікованих. Проведено 3378 тестувань, загалом 1094044, та введено 759818 доз вакцини. Кількість повторних щеплень зросла до 382255.
2 серпня виявлено 64 нові випадки хвороби та 168 одужань. Цього дня тут було 1609 інфікованих. Проведено 2762 тестування, загалом 1096806, та введено 760417 доз вакцини. Кількість повторних щеплень зросла до 382825.
3 серпня виявлено 69 випадків та 134 одужання. Цього дня тут було 1544 інфікованих. Проведено 3157 тестувань, загалом 1099963, та введено 762832 дози вакцини. Кількість повторних щеплень зросла до 385049.
4 серпня на Мальті зареєстровано 82 нових випадки хвороби та 293 одужання. На той день на Мальті зареєстровано 1333 активних випадки хвороби. Проведено 3346 тестувань, загалом 1103309 з початку пандемії, введено 765417 доз вакцини, загальна кількість перших доз склала 401644, а 387400 осіб були повністю вакциновані.
5 серпня на Мальті було зареєстровано 78 нових випадків хвороби і 204 одужань. На той день на Мальті було 1206 активних випадків хвороби. Проведено 3260 тестувань, загалом 1106569 з початку пандемії, введено 767831 дозу вакцини, загальна кількість перших доз склала 402373, а 389610 осіб були повністю вакциновані. Вранці повідомлено, що померла 88-річна жінка, яка стала 424 жертвою хвороби.
6 серпня на Мальті зареєстровано 48 нових випадків хвороби і 120 одужань. На той день на Мальті зареєстровано 1134 активних випадки хвороби. Проведено 3508 тестувань, загалом 1110077 з початку пандемії та введено 770496 доз вакцини, загальна кількість перших доз склала 403261, і 392100 осіб були повністю вакциновані.
7 серпня на Мальті зареєстровано 71 новий випадок хвороби і 147 одужань. На той день на Мальті було 1058 активних випадків хвороби. Проведено 3593 тестувань, загалом 1113670 з початку пандемії і введено 773225 доз вакцини, загальна кількість перших доз склала 404049 і 394589 осіб були повністю вакциновані.
8 серпня на Мальті зареєстровано 59 нових випадків хвороби і 170 одужань. На той день на Мальті було 945 активних випадків хвороби. Проведено 3526 тестувань, всього 1117196 з початку пандемії і введено 774250 доз вакцини, загальна кількість перших доз склала 404419 і 395537 осіб були повністю вакциновані. Вранці повідомлено, що 77-річний чоловік і 63-річна жінка померли, ставши 425-ю і 426-ю жертвами хвороби.
9 серпня на Мальті було зареєстровано 56 нових випадків хвороби і 121 одужань. На той день на Мальті було 878 активних випадків хвороби. Проведено 2615 тестувань, всього 1119811 з початку пандемії та введено 774 907 доз вакцини, загальна кількість перших доз склала 404 461, а 396 160 осіб були повністю вакциновані. Вранці було повідомлено, що 63-річний чоловік і 71-річна жінка померли, ставши 427-ю і 428-ю жертвами хвороби.
10 серпня на Мальті зареєстровано 51 новий випадок хвороби та 70 одужань. На той день на Мальті було 859 активних випадків хвороби. Проведено 3093 тестувань, всього 1 122 904 з початку пандемії та введено 777 181 дозу вакцини, загальна кількість перших доз склала 405 073, а 398 128 осіб були повністю вакциновані.
11 серпня на Мальті зареєстровано 87 нових випадків хвороби та 137 одужань. На той день на Мальті було 808 активних випадків хвороби. Проведено 3466 тестувань, загалом 1 126 370 з початку пандемії та введено 778 936 доз вакцини, загальна кількість перших доз склала 405 723, а 399 769 осіб були повністю вакциновані. Вранці повідомлено, що померла 79-річна жінка, ставши 429 жертвою хвороби.
12 серпня на Мальті зареєстровано 51 новий випадок хвороби і 118 одужань. На той день на Мальті зареєстровано 741 активний випадок хвороби. Проведено 3417 тестувань, загалом 1 129 787 з початку пандемії та введено 780 770 доз вакцини, загальна кількість перших доз склала 406 414, і 401 390 осіб були повністю вакциновані.
13 серпня на Мальті зареєстровано 101 новий випадок хвороби та 119 одужань. На той день на Мальті зареєстровано 723 активних випадки хвороби. Проведено 3597 тестувань, всього 1133384 з початку пандемії, введено 782 600 доз вакцини, загальна кількість перших доз склала 407171, а 403015 осіб були повністю вакциновані.
14 серпня на Мальті зареєстровано 94 нових випадки хвороби та 120 випадків одужання. На той день на Мальті було 696 активних випадків хвороби. Проведено 3598 тестувань, всього 1136982 з початку пандемії, та введено 783983 дози вакцини, загальна кількість перших доз склала 407679 і 404213 осіб були повністю вакциновані. Вранці повідомлено, що 85-річна жінка померла, ставши 430-ю жертвою хвороби.
15 серпня на Мальті зареєстровано 51 новий випадок хвороби та 100 одужань. На той день на Мальті було 647 активних випадків хвороби. Проведено 3290 тестувань, всього 1140272 з початку пандемії, та введено 784626 доз вакцини, загальна кількість перших доз склала 407948 і 404679 осіб були повністю вакциновані.
16 серпня на Мальті зареєстровано 43 нових випадки хвороби та 80 одужань. На той день на Мальті було 609 активних випадків хвороби. Проведено 2822 тестувань, всього 1143094 з початку пандемії, та введено 783729 доз вакцини, загальна кількість перших доз склала 407985 і 404760 осіб були повністю вакциновані. Вранці повідомлено, що померла 86-річна жінка, ставши 431 жертвою хвороби.
17 серпня на Мальті зареєстровано 54 нових випадки хвороби та 57 одужань. На той день на Мальті було 604 активних випадки хвороби. Проведено 3112 тестувань, всього 1146206 з початку пандемії та введено 786015 доз вакцини, загальна кількість перших доз склала 408546 і 405578 осіб були повністю вакциновані. Вранці було повідомлено, що померли 62-річна жінка та 91-річний чоловік, ставши 432-ю та 433-ю жертвами хвороби.
18 серпня на Мальті зареєстровано 82 нових випадки хвороби та 71 одужання. На той день на Мальті зареєстровано 615 активних випадків хвороби. Проведено 3192 тестувань, всього 1149398 з початку пандемії і введено 787194 дози вакцини, загальна кількість перших доз склала 409095 і 406325 осіб були повністю вакциновані.
19 серпня на Мальті було зареєстровано 86 нових випадків і 56 одужання. На той день на Мальті було 643 активних випадки хвороби. Проведено 3496 тестувань, всього 1152894 з початку пандемії та введено 788292 дози вакцини, загальна кількість перших доз склала 409498 і 407154 особи були повністю вакциновані. Вранці було повідомлено, що померли 96-річна жінка та 79-річний чоловік, ставши 434-ю та 435-ю жертвами хвороби.
20 серпня на Мальті зареєстровано 51 новий випадок хвороби і 53 одужання. На той день на Мальті зареєстровано 641 активний випадок хвороби. Проведено 3496 тестувань, всього 1 156 019 з початку пандемії, введено 789540 доз вакцини, загальна кількість перших доз склала 410087 і 408010 осіб були повністю вакциновані.
21 серпня на Мальті зареєстровано 68 нових випадків хвороби і 44 одужань. На той день на Мальті було 664 активних випадків хвороби. Проведено 3247 тестувань, загалом 1159266 з початку пандемії і введено 790833 дози вакцини, загальна кількість перших доз склала 410650 і 408885 осіб були повністю вакциновані. Вранці повідомлено, що 88-річний чоловік помер, ставши 436-ю жертвою хвороби.
22 серпня на Мальті зареєстровано 53 нових випадки хвороби та 50 одужань. На той день на Мальті зареєстровано 667 активних випадків хвороби. Проведено 3025 тестувань, всього 1162291 з початку пандемії та введено 791240 доз вакцини, загальна кількість перших доз склала 410856 і 409136 осіб були повністю вакциновані.
23 серпня на Мальті зареєстровано 57 нових випадків хвороби та 37 одужань. На той день на Мальті було 687 активних випадків хвороби. Проведено 2656 тестувань, загалом 1164947 з початку пандемії та введено 791292 дози вакцини, загальна кількість перших доз склала 410884, а 409183 особи були повністю вакциновані.
24 серпня на Мальті зареєстровано 35 нових випадків хвороби і 40 одужань. На той день на Мальті зареєстровано 681 активний випадок хвороби. Проведено 3440 тестувань, загалом 1168387 з початку пандемії і введено 792173 дози вакцини, загальна кількість перших доз склала 411306 і 409969 осіб були повністю вакциновані. Вранці повідомлено, що 65-річний чоловік помер, ставши 437-ою жертвою хвороби.

## Прибуття мігрантів
Станом на 16 серпня 2020 року Мальта більше не повідомляла про випадки хвороби серед прибулих мігрантів відповідно до вказівки європейської протиепідемічної служби, через це (на вищезазначену дату) 105 випадків було видалено з офіційних даних.
17 серпня органи влади надали інформацію про те, що із 105 випадків хвороби серед мігрантів 44 одужали, а 61 випадок все ще залишається активним.
28 серпня на брифінгу для преси повідомлено, що з групи нещодавно прибулих мігрантів 2 заразилися коронавірусом, унаслідок чого загальна кількість випадків хвороби серед мігрантів зросла до 107.
31 серпня 2020 року в прес-релізі було підтверджено, що ще у 32 мігрантів підтверджено позитивний результат тестування на COVID-19. На той день зареєстровано 139 випадків хвороби, пов'язаних із мігрантами, 44 з яких одужали, а 95 залишаються активними.
3 вересня 2020 року протягом останньої доби виявлено позитивні результати тестування на коронавірус у мігрантів, які проживали в закритих центрах.
10 вересня 2020 року опубліковано пояснення в розбіжності даних ВООЗ, що полягає в тому, що її аналітики зарахували громадянина Судану, який загинув під час спроби втекти з ізолятора 2 вересня, до померлих на Мальті від COVID-19. Відповідальні особи розповіли виданню «Times of Malta», що, хоча потерпілий мав позитивний результат на COVID-19, його смерть була спричинена іншими факторами, пов'язаними з його спробою втечі, і не була пов'язана з інфекцією. Триває розслідування обставин, що призвели до смерті чоловіка.
17 вересня 2020 року ВООЗ виправила цифри смертності для Мальти, тепер вони співпадали з офіційним підрахунком.
21 вересня повідомлено, що в 5 мігрантів, які проживають у закритих центрах, за останні 24 години зареєстровано позитивний результат тесту на коронавірус.

## Вакцинація
Станом на кінець вересня 2021 року Мальта має один із найвищих рівнів вакцинації проти COVID-19 у Європейському Союзі.